# Escocia en la Edad Moderna
Escocia en la Edad Moderna se refiere, a efectos de este artículo, a los acontecimientos acaecidos en Escocia en el período comprendido entre la muerte de Jacobo IV en 1513 y el final de las rebeliones jacobitas a mediados del siglo XVIII. Este período corresponde más o menos a la misma Edad Moderna de Europa, que comienza con el Renacimiento y la Reforma Protestante y termina con la Ilustración y el inicio de la Revolución Industrial. 
Tras una larga minoría, el reinado de Jacobo V, que terminó con derrota militar y otra larga minoría por María, reina de Escocia, vio a la corte convertirse en mecenazgo del Renacimiento. Escocia se mantuvo bajo influencia de ingleses y franceses hasta el Tratado de Edimburgo en 1560, por el que ambos rivales retiraron sus tropas dejando el camino abierto para la reforma religiosa. La Reforma Escocesa estuvo fuertemente influenciada por el calvinismo que condujo a una iconoclasia generalizada y a la introducción de un sistema presbiteriano de organización y orden, el cual tendría gran impacto en la vida escocesa. En 1569 María regresó de Francia pero su reinado, deteriorado por asesinatos, escándalos y guerras civiles, la obligó a huir a Inglaterra, donde fue posteriormente ejecutada, dejando a sus oponentes protestantes en el poder en nombre del infante Jacobo VI. En 1603, Jacobo heredó el trono de Inglaterra e Irlanda, creando una unión dinástica, trasladando a Londres el centro de poder.
Carlos I, hijo de Jacobo VI, intentó imponer elementos del sistema religioso inglés en sus otros reinos, pero esto provocó un deterioro progresivo de la situación que desembocó en la Guerra de los Obispos (1637-40), en la que Carlos fue derrotado, y posteriormente en la Guerra de los Tres Reinos. Los escoceses, sobre todo los Coventanters, aliados con el Parlamento Inglés intervinieron en la guerra contra Carlos I. En la Segunda y Tercera Guerra Civil (1648-1651), se rompió la alianza entre el Parlamento Inglés y los Covenanters, que dieron su apoyo a Carlos I y tras su ejecución, a su sucesor Carlos II. Sin embargo, fueron derrotados cuando un ejército parlamentario dirigido por Oliver Cromwell, invadió Escocia y forzó a su incorporación a la Mancomunidad. La restauración de la monarquía en 1660 vio el regreso del episcopado y un régimen cada vez más absolutista, lo que causó agitación y rebeliones religiosas y políticas. La llegada al trono del abiertamente católico Jacobo VII, hizo nacer una creciente inquietud entre los protestantes. Tras la Revolución Gloriosa de 1688 a 1689, Guillermo de Orange y María, hija de Jacobo VII, fueron aceptados como monarcas. El presbiterianismo fue reintroducido y se impusieron algunas limitaciones a la monarquía. Después de la grave crisis económica de los años 1690 se firmó el Acta de Unión de 1707, que propició la unificación política con Inglaterra, y dio lugar al Reino de Gran Bretaña en 1707. Sin embargo, la línea principal de los Estuardos creó un clima de descontento político, conocido como Jacobitismo, que dio lugar a numerosas invasiones y rebeliones, que concluyeron en 1745 tras el aplastamiento de los levantamientos jacobitas. A partir de entonces, Escocia entró en un período de gran estabilidad política y económica y de expansión intelectual.
Aunque en Escocia había un sistema de mejora de carreteras a principios de la Era Moderna, este continuaba siendo un país dividido por la topografía, en particular entre las Tierras Altas e Islas (Orkey, Shetland y las Hébridas Exteriores) y las Tierras Bajas. La mayor parte del desarrollo económico estaba en las Tierras Bajas, que vio los inicios de la industrialización, mejoras en la agricultura y la expansión de los burghs orientales, particularmente en Glasgow, mientras se abrían rutas de comercio con las Américas. El laird local surgió como una figura clave y los jefes de clanes en las fronteras y Tierras Altas declinaron en importancia. Hubo una expansión en la población hacia el final del período y un crecimiento de la urbanización. Las tensiones sociales fueron evidentes por las cacerías de brujas y por la creación de un sistema de Leyes de Pobres. A pesar del engrandecimiento de la corona y el aumento de los tipos de impuestos, los ingresos siguieron siendo insuficientes. El Consejo Privado y el Parlamento se mantuvieron centrales para el gobierno, sin embargo, debido a los cambios del Acta de la Unión, en 1707 vieron su supresión. El crecimiento del gobierno local vio la introducción de los Jueces de Paz y los Comisarios de Suministro, mientras que ley veía la creciente importancia de la autoridad real y la profesionalización. La expansión de las escuelas parroquiales y la reformación de las universidades anunciaban el comienzo de un florecimiento intelectual en la Ilustración. También hubo progreso en la literatura escocesa antes de que corte como dejara de ser un centro de mecenazgo a principios del siglo XVII. La música eclesiástica tradicional cambió fundamentalmente debido a la Reforma con la pérdida de la música polifónica compleja y la introducción de una nueva tradición que involucraba el canto de salterios métricos. En la arquitectura, la construcción real fue fuertemente influenciada por estilos renacentistas, mientras que las casas de los grandes lairds adoptaron una forma híbrida conocida como Scottish Baronial y después de la Restauración fueron influenciadas por estilos paladianos y barrocos. En la arquitectura eclesiástica surgió un estilo distintivo basado en una planta "T". La Reforma también tuvo un impacto importante en el arte, con la pérdida del mecenazgo de la iglesia se llegó a una tradición de techos y paredes pintadas, iniciando así la tradición del retrato y la pintura de paisaje.

## Historia política

### Siglo XVI

#### Jacobo V

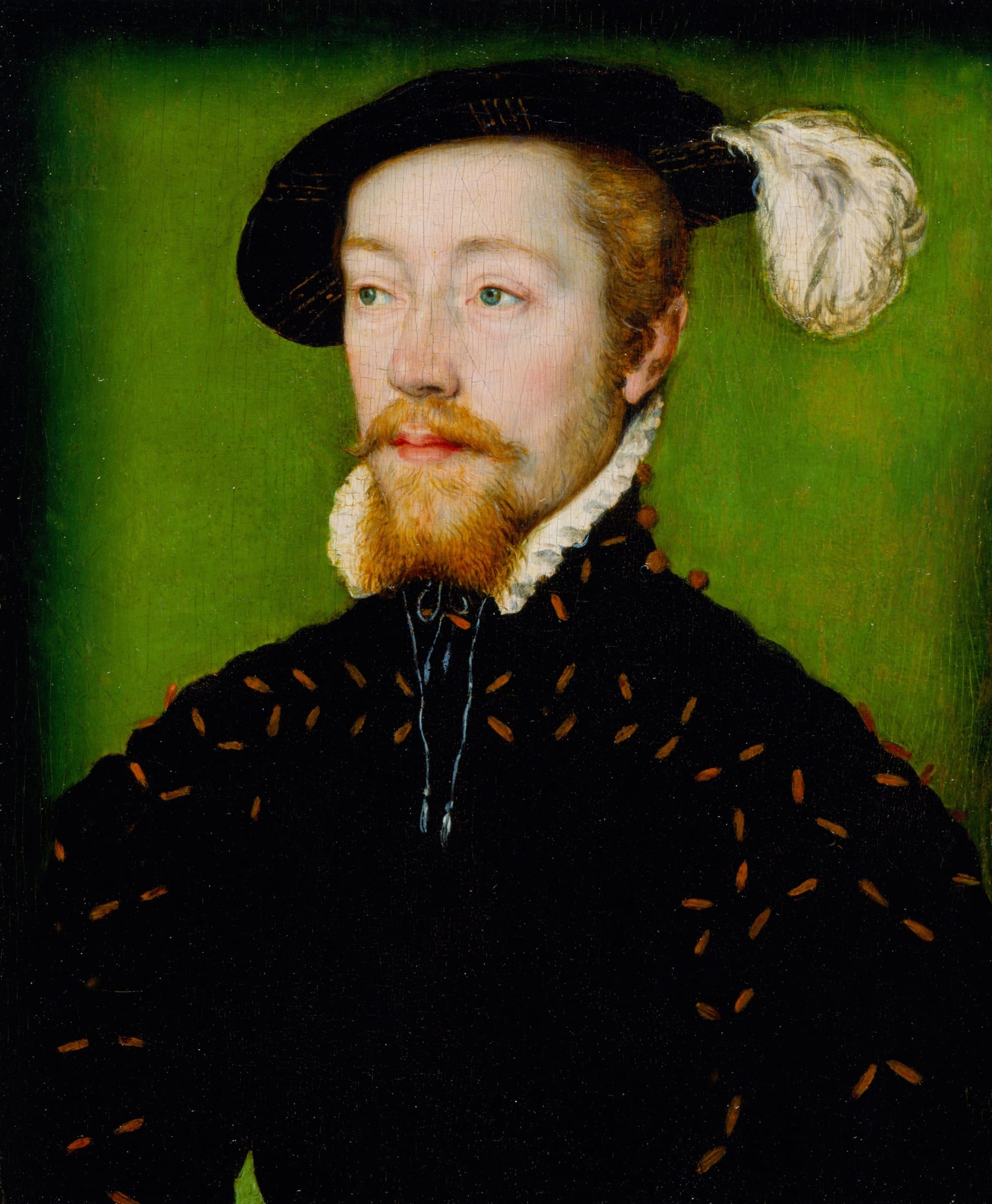
Retrato de Jacobo V, c. 1536, por Corneille de Lyon

La muerte de Jacobo IV en la batalla de Flodden en 1513 llevó a un largo período de regencia en nombre de su pequeño hijo Jacobo V. Quien fue declarado adulto en 1524, pero al año siguiente Archibald Douglas, VI conde de Angus, padrastro del joven rey, tomó la custodia de Jacobo V y lo mantuvo como prisionero por tres años, ejerciendo el poder en su nombre. Finalmente, Jacobo logró escapar, con ayuda de su madre María Tudor, de la custodia de los regentes en 1528 para recuperar el control del reino y tomar venganza de los regentes y sus familias. Continuó con la política de su padre de someter a las Tierras Altas rebeldes, a las islas del norte y oeste y a las fronteras problemáticas. Tomó medidas punitivas en contra del clan Douglas en el norte, ejecutó a John Armstrong de Liddesdale y llevó a cabo avances reales (Royal Progress) para acentuar su autoridad. También continuó con la Auld Alliance  con Francia la cual había estado en vigor desde el siglo XIV y llevó a Jacobo V casarse con su primera esposa, la francesa Madeleine de Valois y después de que ella muriera, con Marie de Guise. Jacobo V aumentó los ingresos de la corona al poner fuertes impuestos a la iglesia, obteniendo £72.000 en cuatro años, y se embarcó en un importante programa de construcción de palacios reales. Evitó continuar con los grandes cambios estructurales y teológicos emprendidos por su contemporáneo Enrique VIII de Inglaterra para la iglesia. Jacobo V utilizó a la Iglesia como fuente de trabajo para muchos de sus hijos ilegítimos y para sus validos, en especial David Beaton, quien se convirtió en Arzobispo de San Andrews y en Cardenal. El éxito de la política interna y exterior de Jacobo V fue eclipsado por otra desastrosa campaña contra Inglaterra, que lo condujo a una aplastante derrota en la Batalla de Solway Moss (1542). Jacobo murió el 14 de diciembre de 1542, su muerte es culpada por los contemporáneos a "un corazón roto". El día antes de su muerte, recibió la noticia del nacimiento de un heredero: su hija, quien se convertiría en María, Reina de Escocia.

#### "Rough Wooing"

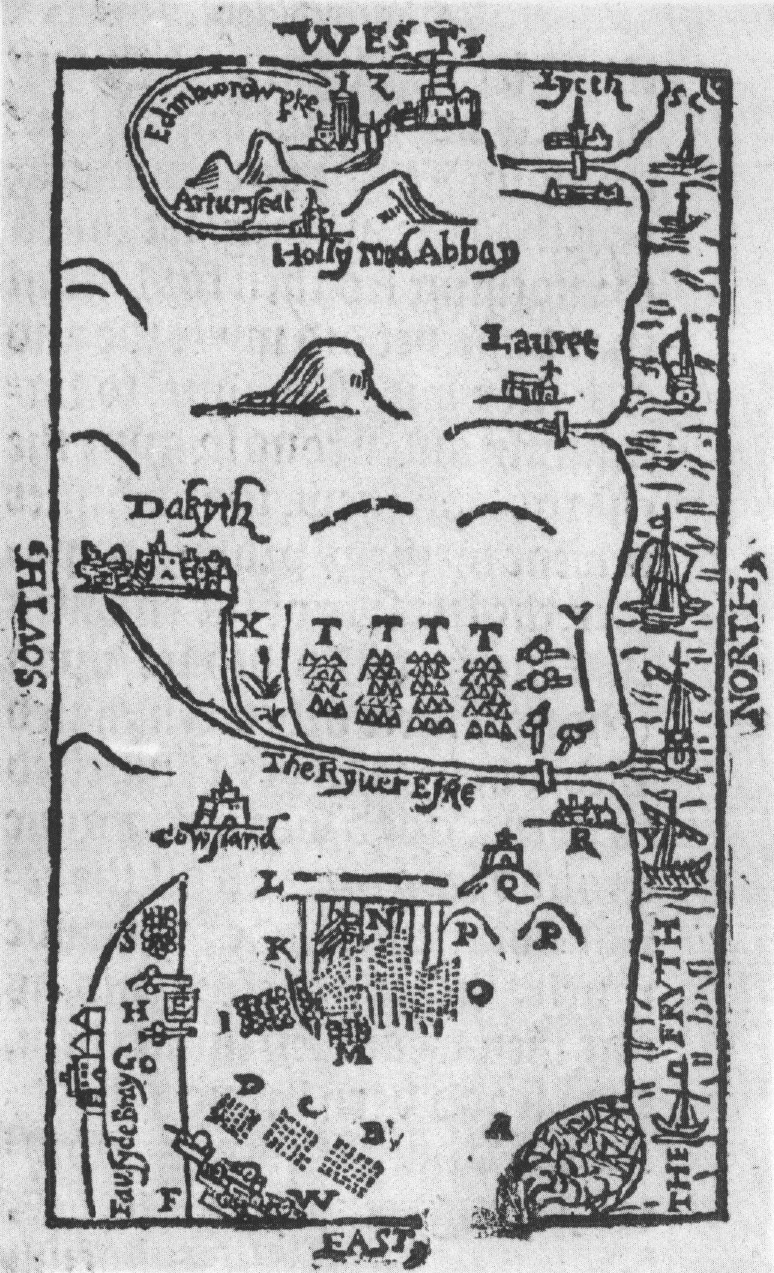
Un grabado de madera contemporánea de la Batalla de Pinkie Cleugh

Al comienzo del reinado de la infanta María, la política nacional escocesa se dividió en una parte pro-francesa, dirigida por el cardenal Beaton y por la madre de la reina, María de Guisa, y una parte pro-inglesa, dirigida por James Hamilton, Earl de Arran. El matrimonio acordado por la parte pro-inglesa en el marco del Tratado de Greenwich (1543) entre María y Eduardo, hijo de Enrique VIII de Inglaterra, fracasó, llevando a un conflicto entre Escocia e Inglaterra para hacer cumplir con la unión, más tarde este conflicto fue conocido como "Rough Wooing". Este ocasionó escaramuzas fronterizas y varias campañas inglesas en Escocia. En 1547, tras la muerte de Enrique VIII, las fuerzas bajo el regente inglés Edward Seymour, primer duque de Somerset, obtuvieron la victoria en la batalla de Pinkie Cleugh, seguida por la ocupación de la fortaleza estratégica de Haddington en las Tierras Bajas. Los Scots respondieron enviando a Francia, con cinco años de edad, a María como novia del delfín Francisco, heredero del trono francés. Su madre, María de Guisa, se quedó en Escocia para velar por los intereses de María y Francia, a pesar de que el Earl de Arran actuaba oficialmente como regente.
La llegada de las tropas francesas ayudó a endurecer la resistencia contra los ingleses, quienes abandonaron Haddington en septiembre de 1549 y tras la caída del Protector Somerset en Inglaterra, se retiraron de Escocia completamente. Desde 1554, María de Guise asumió formalmente la regencia, manteniendo una difícil posición, en parte por dar tolerancia limitada a la disidencia protestante y por tratar de difundir resentimiento con la presencia continua de tropas francesas. Cuando la protestante Isabel I llegó al trono de Inglaterra en 1558, el partido inglés y los protestantes se encontraron apoyados por el ejército Inglés para expulsar a los franceses. La llegada de las tropas inglesas, y particularmente de sus flotas en 1560, condujo al asedio de las fuerzas francesas en Leith, quienes cayeron en julio de ese año. En este punto María de Guisa había muerto y las tropas francesas e inglesas se retiraron en virtud del Tratado de Edimburgo, dejando a la joven reina en Francia, pero a los pro-ingleses y a los protestantes en ascenso.

#### Reforma Protestante

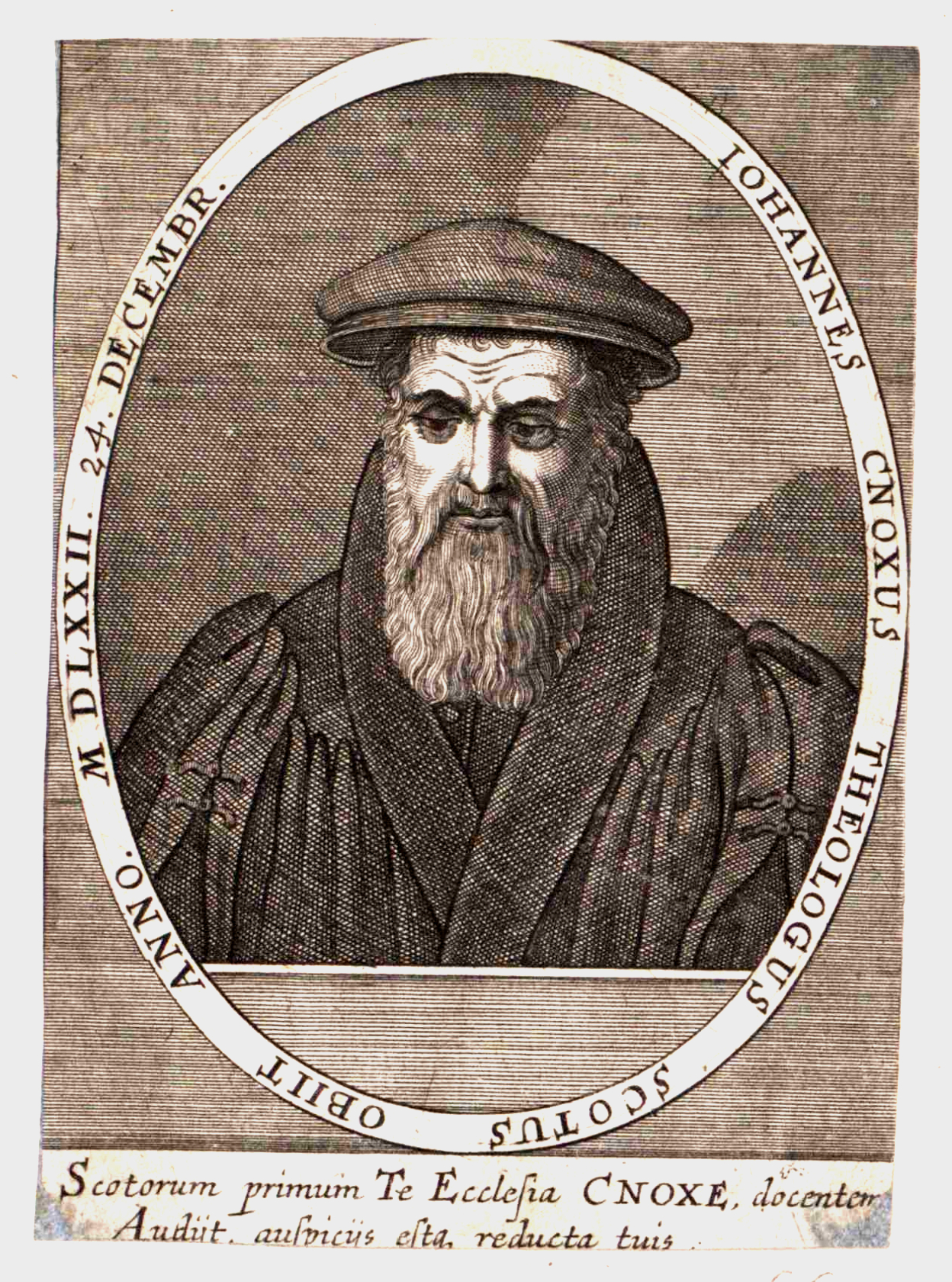
John Knox, la figura clave de la Reformación escocesa.

Durante el siglo XVI, Escocia experimentó una Reforma Protestante que creó una iglesia (kirk) nacional predominantemente calvinista, que era fuertemente Presbiteriana en perspectiva, reduciendo considerablemente los poderes de los obispos, aunque no su supresión. En la primera parte del siglo, las enseñanzas, primero de Martín Lutero y después las de Juan Calvino, comenzaron a influir en Escocia, especialmente a través de los eruditos Scots que habían visitado las universidades continentales e inglesas y que a menudo habían estudiado el sacerdocio católico. La influencia inglesa también fue más directa, suministrando libros y distribuyendo Biblias y literatura protestante en las Tierras Bajas cuando las invadieron en 1547. Fue particularmente importante el trabajo del escocés luterano, Patrick Hamilton. Su ejecución, junto con otros predicadores protestantes en 1528, y la de George Wishart en 1546, quien estaba influenciado por Zwinglio y fue quemado en la hoguera en St. Andrews por orden del cardenal David Beaton, no lograron para nada detener el crecimiento de estas ideas. Los partidarios de Wishart, que incluían una serie de Fife lairds, asesinaron poco después a Beaton y tomaron el Castillo de St. Andrews, el cual ocuparon durante un año antes de que fueran derrotados por fuerzas francesas. Los sobrevivientes, incluyendo al capellán John Knox, fueron condenados a ser esclavos de galera, ayudando a crear resentimiento hacia los franceses y mártires por la causa protestante.
La tolerancia limitada y la influencia de Scots exiliados y protestantes en otros países condujeron a la expansión del protestantismo, con un grupo de larids que se declararon a ellos mismos Lords de la Congregación en 1557 y representaban sus intereses políticos. El colapso de la alianza francesa y la intervención inglesa en 1560 significó que una parte relativamente pequeña, pero muy influyente, de protestantes estuvieran en condiciones de imponer la reforma en la iglesia escocesa. Una Confesión de Fe, que rechazaba la jurisdicción papal, fue adoptada por el Parlamento en 1560, mientras que la joven María, Reina de Escocia, todavía estaba en Francia. Knox, habiendo escapado de las galeras, pasó un tiempo en Ginebra, donde se había convertido en un seguidor del calvinismo, y surgió como la figura más significativa de dicho movimiento. El Calvinismo de los reformadores dirigidos por Knox resultó en un acuerdo que adoptaba un sistema presbiteriano y rechazaba la mayoría de las trampas elaboradas de la iglesia medieval. Esto le dio un poder considerable dentro de la nueva iglesia a los lairds locales, quienes a menudo tenían control sobre el nombramiento del clero, y dando como resultado en una iconoclasia generalizada, pero generalmente ordenada. En este punto, la mayoría de la población era probablemente todavía católica en persuasión y la iglesia tenía dificultades para penetrar en las Tierras Altas y las Islas, pero comenzó un proceso gradual de conversión y consolidación que, en comparación con reformas en otros lugares, se llevó a cabo con poca persecución.

#### María, Reina de Escocia

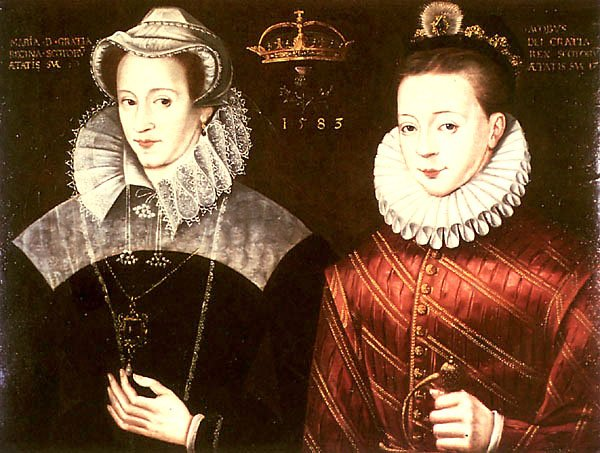
María, Reina de Escocia retratada con su hijo, Jacobo VI y I; en realidad, María vio a su hijo por última vez cuando él tenía diez meses de edad.

Mientras estos eventos progresaban, la Reina María había sido criada como católica en Francia, y casada con el delfín, quien se convirtió en rey como Francisco II en 1559, se hizo reina consorte de Francia. Cuando Francisco murió en 1560, María tenía 19 años y fue elegida para volver a Escocia para asumir el gobierno en un ambiente hostil. A pesar de que mantuvo su religión en secreto, no trató de volver a imponer el catolicismo en sus súbditos protestantes, enfureciendo así a los principales nobles católicos. Su reinado personal de seis años se vio afectado por una serie de crisis, en gran parte causadas por las intrigas y rivalidades entre los principales nobles. El asesinato de su secretario David Rizzio, fue seguido por el de su impopular segundo marido Lord Darnley, padre de su hijo. Entre los implicados en el asesinato de Darnley estaba el Conde de Bothwell, que posteriormente secuestró a María y finalmente se casó con ella.
María y Bothwell enfrentaron a los lords en Carberry Hill y después de que sus fuerzas se dispersaran, huyeron y fueron capturados por los rivales de Bothwell. María fue encarcelada en el castillo de Loch Leven, y en julio de 1567, se vio obligada a abdicar en favor de su hijo Jacobo VI de 13 meses de edad. María finalmente escapó e intentó recuperar el trono por la fuerza. Después de su derrota en la batalla de Langside ante las fuerzas leales a los regentes dirigidos por Jacobo Estuardo, conde de de Moray, en 1568, María se refugió en Inglaterra, dejando a su hijo Jacobo VI en sus manos. En Escocia los regentes se enfrentaron en una guerra civil en nombre del rey contra los partidarios de su madre. En Inglaterra, María se convirtió en un punto focal para los conspiradores católicos y finalmente fue juzgada por traición y ejecutada por orden de su pariente Isabel I en 1587.

#### Jacobo VI

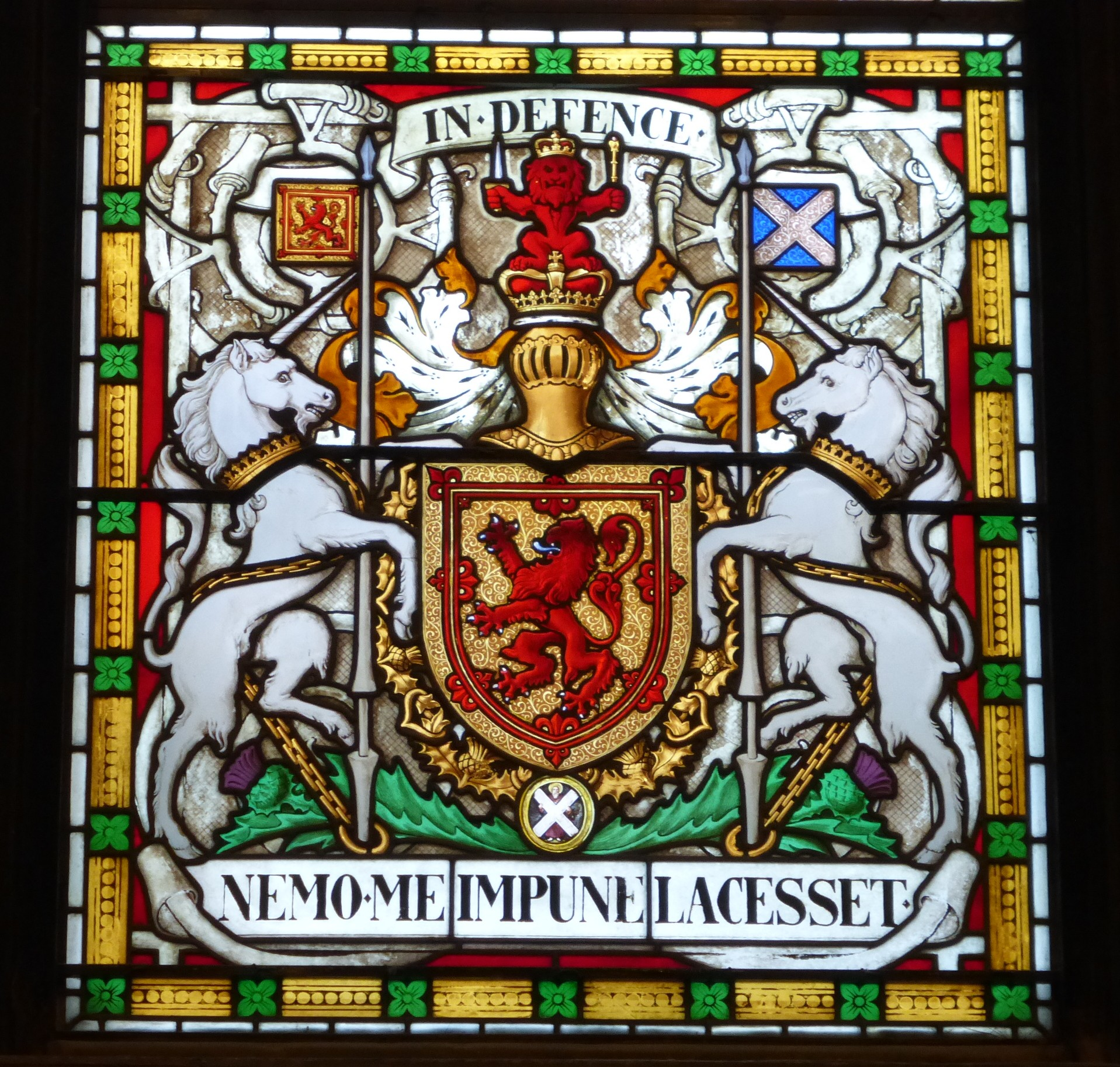
Escudo de armas de Escocia como fue usado hasta 1603, desde una ventana en el Parliament House, en Edimburgo.

Jacobo VI fue coronado como Rey de los escoceses a los 13 meses el 29 de julio de 1567. Fue criado como protestante, mientras que el país era gobernado por una serie de regentes. En 1579 el francés Esmé Stewart, Señor d'Aubigny, primo carnal del padre de Jacobo, lord Darnley, llegó a Escocia y rápidamente se estableció como valido y hombre más cercano a Jacobo, que en ese momento tenía 13 años de edad; Esmé Estuardo fue creado Conde de Lennox por el rey en 1580, y Duque de Lennox en 1581. Lennox perdió la confianza de los calvinistas escoceses y en agosto de 1582, en lo que se conoció como el Ruthven Raid, los condes protestantes de Gowrie y Angus hicieron prisionero a Jacobo y obligaron a Lennox salir de Escocia. Después de que Jacobo fuera liberado en junio de 1583, asumió progresivamente el control de su reino. Entre 1584 y 1603, estableció un gobierno real efectivo y relativa paz entre los lores, asistido por John Maitland de Thirlestane, quien dirigió el gobierno hasta 1592. En 1586, Jacobo firmó el Tratado de Berwick con Inglaterra, que tras la ejecución de su madre en 1587, ayudó a despejar el camino para su sucesión como heredero de la reina Isabel I de Inglaterra. Jacobo se casó con Ana de Dinamarca en 1590, hija de Federico II, rey de Dinamarca; ella le dio dos hijos y una hija.

### Siglo XVII

#### Unión de las Coronas
En 1603, Jacobo VI Rey de Escocia heredó el trono del Reino de Inglaterra y dejó Edimburgo por Londres, donde reinaría como Jacobo I de Inglaterra. La Unión era una unión personal o dinástica, con ambas coronas permaneciendo distintas y separadas, a pesar de los esfuerzos de Jacobo para crear un nuevo trono "imperial" de "Gran Bretaña". Jacobo siguió profundamente implicado en los asuntos escoceses, haciendo funcionar al gobierno con el rápido intercambio de correos, ayudado por el establecimiento de un eficiente sistema postal. Controlaba la política de todos los días a través del Consejo Privado de Escocia y administraba el Parlamento de Escocia a través de los Señores de los Artículos. También controló cada vez más las reuniones de la Asamblea General de Escocia y aumentó el número y las competencias de los obispos escoceses. En 1618, celebró una Asamblea General y mediante Five Articles implementó prácticas que habían sido retenidas en Inglaterra y en gran medida abolidas en Escocia, en especial no fue bien recibido arrodillarse para recibir la comunión. Aunque los Five Articles fueron ratificados, crearon amplia oposición y resentimiento y fueron vistos por muchos como un paso hacia atrás para la práctica católica. La autoridad real fue más limitada en las Tierras Altas, donde la violencia periódica interrumpía en las relaciones entre las grandes familias de los MacDonalds, Gordons, McGregors y Campbells. La adquisición de la corona de Irlanda y la inglesa facilitó el establecimiento de los escoceses en la que zona históricamente más problemática de Irlanda, la provincia de Úlster, con quizás 50.000 escoceses instalados en la provincia a mediados del siglo XVII. Los intentos para fundar una colonia escocesa en América del Norte en Nueva Escocia no tuvieron mucho éxito, debido a fondos insuficientes y colonos complacientes.

#### Carlos I

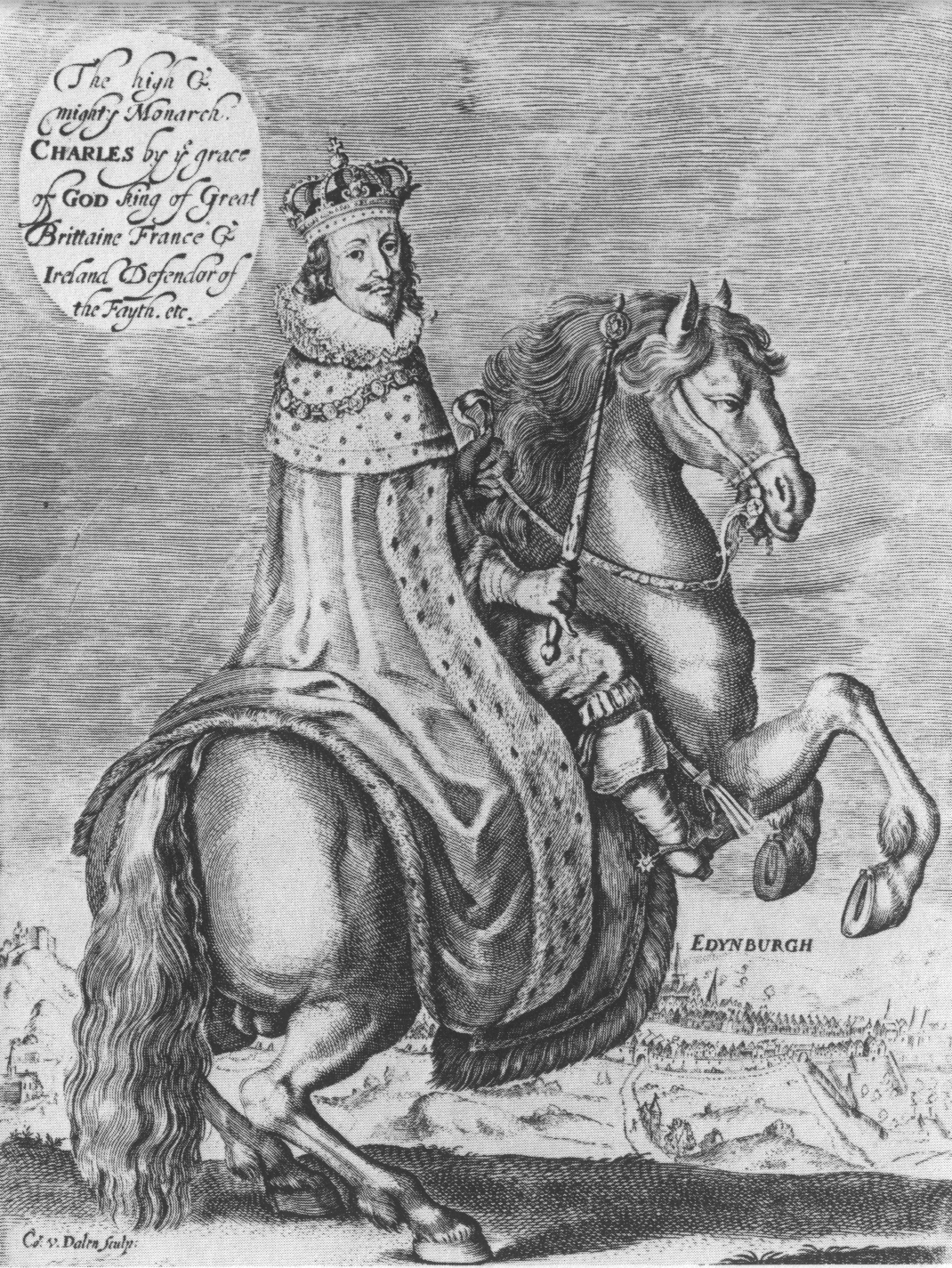
Carlos I de Inglaterra en el año de su coronación escocesa en 1633.

En 1625, Jacobo VI murió y fue sucedido por su hijo Carlos I. Aunque nació en Escocia, había estado apartado del reino del norte, visitándolo por primera vez en 1663, cuando fue coronado en la Catedral de St. Giles, en Edimburgo, con ritos completamente anglicanos. Carlos tenía relativamente pocos escoceses importantes en su círculo de confianza y dependió en gran medida, para asuntos de Escocia, en el desconfiado y a menudo indeciso James Hamilton, primer duque de Hamilton, y en los obispos, sobre todo en John Spottiswood, Arzobispo de St. Andrews, con el tiempo haciéndolo canciller. Al principio de su reinado, la revocación de las tierras enajenadas desde 1542 ayudó a asegurar las finanzas de la iglesia, pero esto amenazó las posesiones de la nobleza que había ganado desde el asentamiento de la Reforma. Su impulso a través de legislaciones y la negativa a escuchar las objeciones que crecían, crearon más resentimiento entre la nobleza. En Inglaterra sus políticas religiosas causaron un resentimiento similar y gobernó sin llamar al Parlamento desde 1629.

##### Guerra de los Obispos
En 1635, sin hacer referencia a una asamblea general del Parlamento, el rey autorizó un libro de cánones, el cual lo convertía en la cabeza de la Iglesia, ordenó un ritual impopular e hizo cumplir el uso de una nueva liturgia. Cuando la liturgia surgió en 1637 fue visto como un libro de oración al estilo inglés, dando lugar a ira y disturbios generalizados, los cuales se dice que iniciaron con el lanzamiento de un taburete por Jenny Geddes a un ministro durante un servicio en la Catedral St Giles. Los protestantes de la nobleza se pusieron al frente de la oposición popular, con Archibald Campbell, conde de Argyll, emergiendo como figura destacada. Representantes de diversos sectores de la sociedad escocesa redactaron el National Covenat el 28 de febrero de 1638, oponiéndose a la innovación litúrgica del Rey. Los partidarios del rey fueron incapaces de suprimir la rebelión y el rey se negó a transigir. En diciembre de ese mismo año el asunto llegó más lejos, cuando en una reunión de la Asamblea General en Glasgow los obispos Scots fueron expulsados formalmente de la Iglesia, la cual fue después establecida en una base completamente Presbiteriana.

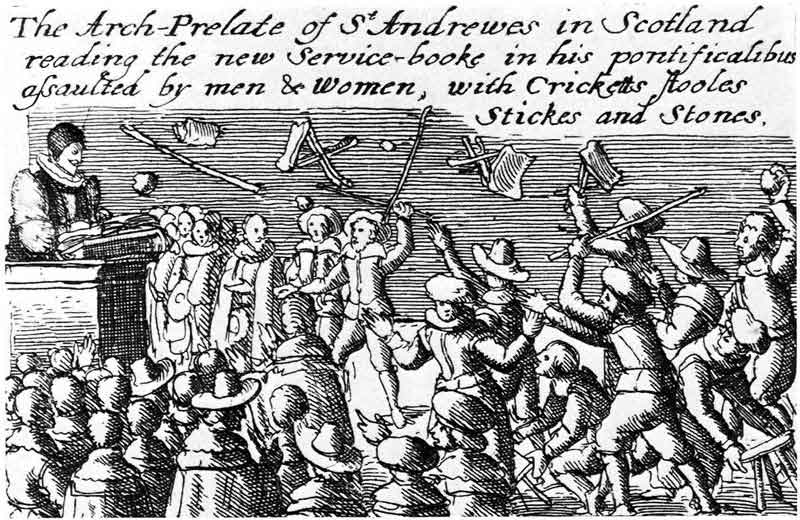
Las revueltas desatadas por Jenny Geddes en St Giles Cathedral que desencadenaron guerras Episcopales.

Los escoceses, en especial los Covenanters, reunieron una fuerza de alrededor de 12.000 soldados, algunos de las cuales eran veteranos que volvieron de la Guerra de los Treinta Años, dirigidos por Alexander Leslie, antes mariscal de campo del ejército sueco. Carlos reunió una fuerza de quizá 20.000 soldados, muchos de los cuales estaban mal entrenados. Hubo algunos combates de menor importancia en el norte de Escocia, los cuales aseguraron la retaguardia de los Covenanters en contra del apoyo de los Cavaliers y de los hostigadores en la frontera. Como ninguna de las partes deseaban llevar el asunto a un conflicto militar completo, se concluyó un arreglo temporal, conocido como la Pacificación de Berwick en junio de 1639, y la Guerra de los primeros Obispos terminó con los pactantes reteniendo el control del país.
En 1640 Carlos intentó de nuevo hacer valer su autoridad, abriendo una segunda Guerra de los Obispos. Carlos llamó al Parlamento de Inglaterra, conocido como el Parlamento corto, pero se disolvió después de que este se negó a votar a favor de un nuevo subsidio para las campañas militares de Carlos, lo cual fue crítico para sus políticas. Carlos reunió un ejército mal aprovisionado y mal entrenado. Los Covenanters Scots se trasladaron hacia el sur dentro de Inglaterra, obligando a una batalla en Newburn al oeste de Newcastle-upon-Tyne, después ocuparon la ciudad y finalmente la mayor parte de Northumbria y Durham. Esto les dio un dominio absoluto sobre el suministro de carbón para Londres. Carlos se vio obligado a capitular, accediendo a la mayor parte de las demandas de los Covenanters y pagándoles £ 830 al mes para que estos pudieran mantener su ejército. Esto lo obligó a volver a llamar al Parlamento Inglés, conocido ahora como el Parlamento Largo, el cual a cambio de concesiones, elevó la suma a £ 200, 000 que debían pagarse a los Scots en virtud del Tratado de Ripon. El ejército escocés volvió a casa triunfante. Los intentos del rey para levantar un ejército en Irlanda, para invadir Escocia desde el oeste, provocaron una revuelta generalizada ahí, mientras los ingleses se cambiaban a una oposición total en contra del Rey, dando como resultado al estallido de la Guerra Civil Inglesa en 1642. Carlos ahora estaba enfrentado la rebelión en sus tres reinos.

##### Guerras civiles

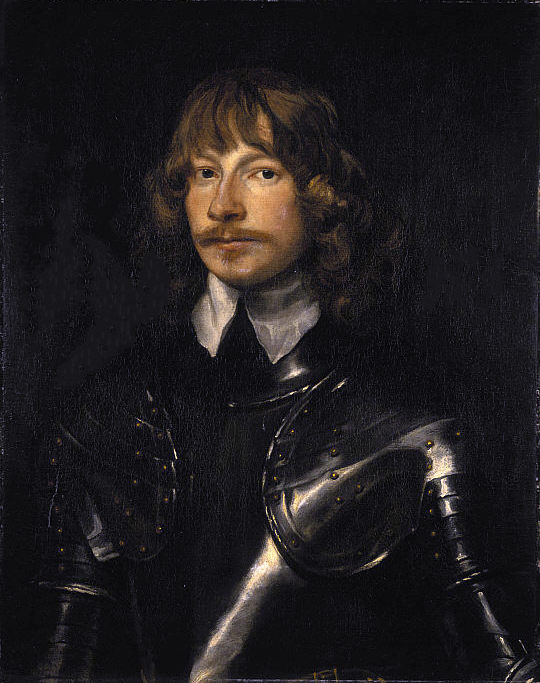
James Graham, I marqués de Montrose quien dirigió una campaña pro-realista con éxito en las Tierras Altas entre 1644 y 1645.

A medida que la guerra civil en Inglaterra se convertía en un largo y prolongado conflicto, tanto el Rey como los Parlamentarios ingleses recurrieron a los Scots por ayuda militar. Los Covenanters optaron estar del lado Parlamentario y en 1643 hicieron un acuerdo con ellos, conocido como Solemn League and Covenant, garantizando el pago a la Iglesia de Escocia y la promesa de una nueva reforma en Inglaterra. En enero de 1644 un ejército escocés de 18.000 personas con armas de fuego y 3.000 caballos, bajo el mando de Leslie, cruzaron la frontera. Esto ayudó a cambiar el rumbo de la guerra en el Norte, ya que obligó al ejército Cavaliers, bajo el mando de William Cavendish, Marqués de Newcastle, ir a York donde fue asediado por combinados Scots y ejércitos parlamentarios. Los Cavaliers fueron ayudado por una fuerza bajo el mando del Príncipe Ruperto, sobrino del Rey, pero los aliados bajo el mando de Leslie los vencieron de manera decisiva en Marston Moor el 2 de julio, por lo general visto como el punto de inflexión de la guerra.
En Escocia, el ex Covenanter, James Graham, I marqués de Montrose, dirigió una campaña en favor del Rey en las Tierras Altas de Escocia en 1644. Pocos Scots de las Tierras Bajas eran los que lo seguían, pero con la ayuda de 1.000 irlandeses, Highlands e Islesmens enviados por los irlandeses confederados bajo el mando de Alasdair MacDonald (MacColla), comenzaron una campaña móvil de gran éxito, ganando victorias sobre las fuerzas locales Covenanters en Tippermuir y Aberdeen derrotando a tropas locales; en Inverlochy aplastaron a los Campbell; en Auldearn, Alford y Kilsyth, James Graham derrotó ejércitos bien dirigidos y disciplinados. Además fue capaz de imponer condiciones a los Covenanters, pero a medida que avanzaban hacia el sur, sus fuerzas, agotadas por la pérdida de MacColla y los highlanders, fueron capturadas y decisivamente derrotadas en la Batalla de Philiphaugh por un ejército bajo el mando de David Leslie, sobrino de Alexander Leslie. Escapando hacia el norte, Montrose intentó continuar la lucha con tropas frescas. En este punto el rey había sido fuertemente derrotado en la Batalla de Naseby por el reformado New Model Army del Parlamento y entregado a las fuerzas escocesas la ciudad de Newark sitiada por Leslie, en julio de 1646. Montrose abandonó la guerra y viajó al continente.
Incapaces de persuadir al Rey para aceptar un arreglo presbiteriano, los Scots lo cambiaron por la mitad de los £ 400.000 que debían al Parlamento y volvieron a casa. Las relaciones con el Parlamento Inglés y el ejército inglés, cada vez más independientes, se hacían más tensas y el equilibrio del poder cambió en Escocia, con Hamilton emergiendo como la figura principal. En 1647 se negoció el Engagement con el Rey, quien ahora estaba retenido por el New Model Army, por lo que los Scots lo apoyarían, a la larga con levantamientos en Inglaterra como parte de una Segunda Guerra Civil Inglesa, debido a la imposición del presbiterianismo en Inglaterra en modo de prueba durante tres años. La línea más fuerte de Convenanters del Partido Kirk fue derrotada en una batalla en Mauchline Muir en junio de 1648 y muchos pactantes, entre ellos Alexander y David Leslie, se negaron a unirse al ejército de 10.000 soldados hecho por el Engagement. En el momento en que Hamilton llevaba al ejército del Engagement a través de la frontera, la mayoría de los levantamientos ingleses habían sido derrotados. Los Scots fueron capturados por el New Model Army bajo el mando de Cromwell en la marcha entre Warrington y Preston. En la batalla de Preston, los Scots fueron derrotados y muchos capturados, con Hamilton ejecutado posteriormente. Después del golpe del Whiggamore Raid, el Partido Kirk recuperó el control en Escocia. Sin embargo, la eventual reacción de Cromwell y los líderes del ejército ahora en el poder de Inglaterra en la segunda guerra civil dio lugar a la ejecución del rey en enero de 1649, pese a las protestas de Escocia.

#### La ocupación y la mancomunidad

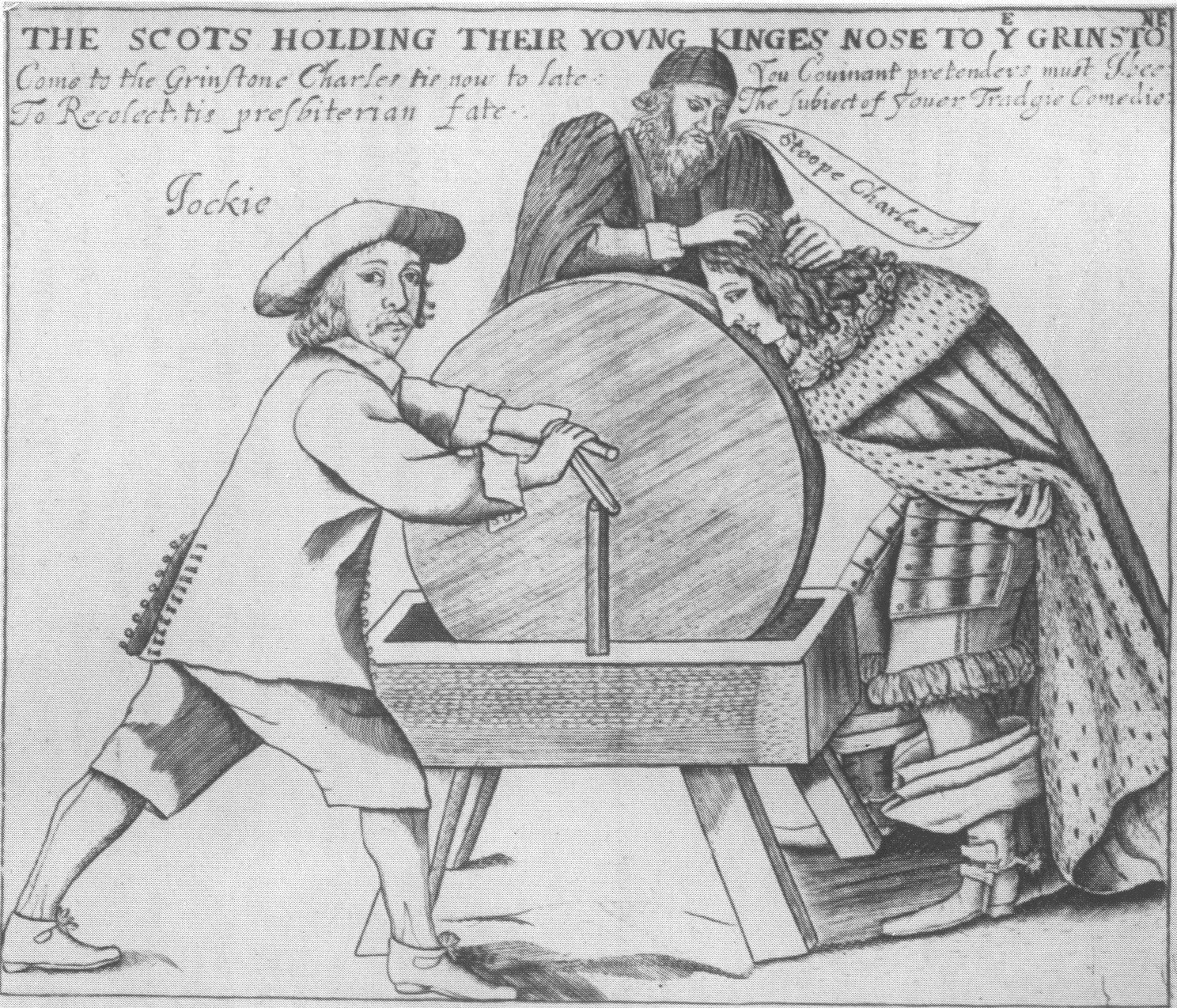
Esoceses sosteniendo la nariz del joven Carlos II en la piedra de amoler del Engagement, de un planfeto inglés satírico.

Mientras que Inglaterra era declarada como una Mancomunidad (Commonwealth), y tan pronto como la noticia de la ejecución de Carlos I llegó a Escocia, su hijo fue proclamado rey como Carlos II, quien había nacido en el Palacio de St. James en Londres. En 1650 Montrose intentó otro levantamiento en las Tierras Altas en nombre del Rey, pero este terminó desastrosamente, con Montrose siendo ejecutado. A falta de apoyo tangible de sus parientes en el continente o de sus partidarios en Inglaterra, Carlos aceptó la oferta de los Covenanters para viajar a Escocia y firmar los Covenants, lo cual se llevó a cabo en junio de 1650. Los ingleses respondieron con un ejército de 16.000 soldados bajo el mando Cromwell, quienes cruzaron la frontera en julio de 1650, mientras que una flota inglesa actuaba en apoyo. El 3 de septiembre de 1650, el ejército inglés derrotó a los Scots bajo el mando de David Leslie en la Batalla de Dunbar, en la cual tomaron a más de 10.000 prisioneros y ocuparon Edimburgo, tomando así el control de las Tierras Bajas. Carlos ahora podría hacer más fácilmente una alianza con los Convenanters moderados. Fue coronado en Scone el 1 de enero de 1651 y un nuevo ejército fue montado. En junio de 1651 Cromwell avanzó contra los Scots dirigidos por Leslie en Stirling. El ejército escocés con el Rey partió para Inglaterra, pero no hubo levantamiento en su favor y el ejército fue capturado en Worcester el 3 de septiembre. Fue derrotado de manera contundente, con lo que las guerras civiles llegaron a su fin. Carlos escapó al continente, un ejército Inglés ocupó Escocia y Cromwell surgió como la figura más importante de la Mancomunidad (Commonwealth).
En 1652, el Parlamento Inglés declaró a Escocia parte de la Mancomunidad. Se hicieron varios intentos para legitimar la unión, llamando a los representantes de los burghs escoceses y condados para negociaciones y varios parlamentos ingleses, donde siempre estuvieron subrepresentados y tenía poca oportunidad para la discrepancia. Sin embargo, la ratificación final se retrasó por problemas de Cromwell con sus distintos parlamentos y la unión no llegó a ser objeto en un acta hasta 1657. La administración militar en Escocia, dirigida por el general George Monck, fue relativamente exitosa. Esta administración se las arregló para hacer cumplir la ley y el orden, suprimiendo el bandolerismo de los Moss-Troopers y aplicando una forma de tolerancia religiosa limitada, pero con la introducción de los jueces ingleses a la larga se suspendió la ley escocesa. Entre 1653 y 1655 hubo algunos levantamientos importantes de los Cavaliers en las Tierras Altas dirigidos por William Cunningham, noveno conde de Glencairn y John Middleton, que fueron derrotados en la batalla de Dalnaspidal el 19 de julio de 1654.

#### Restauración

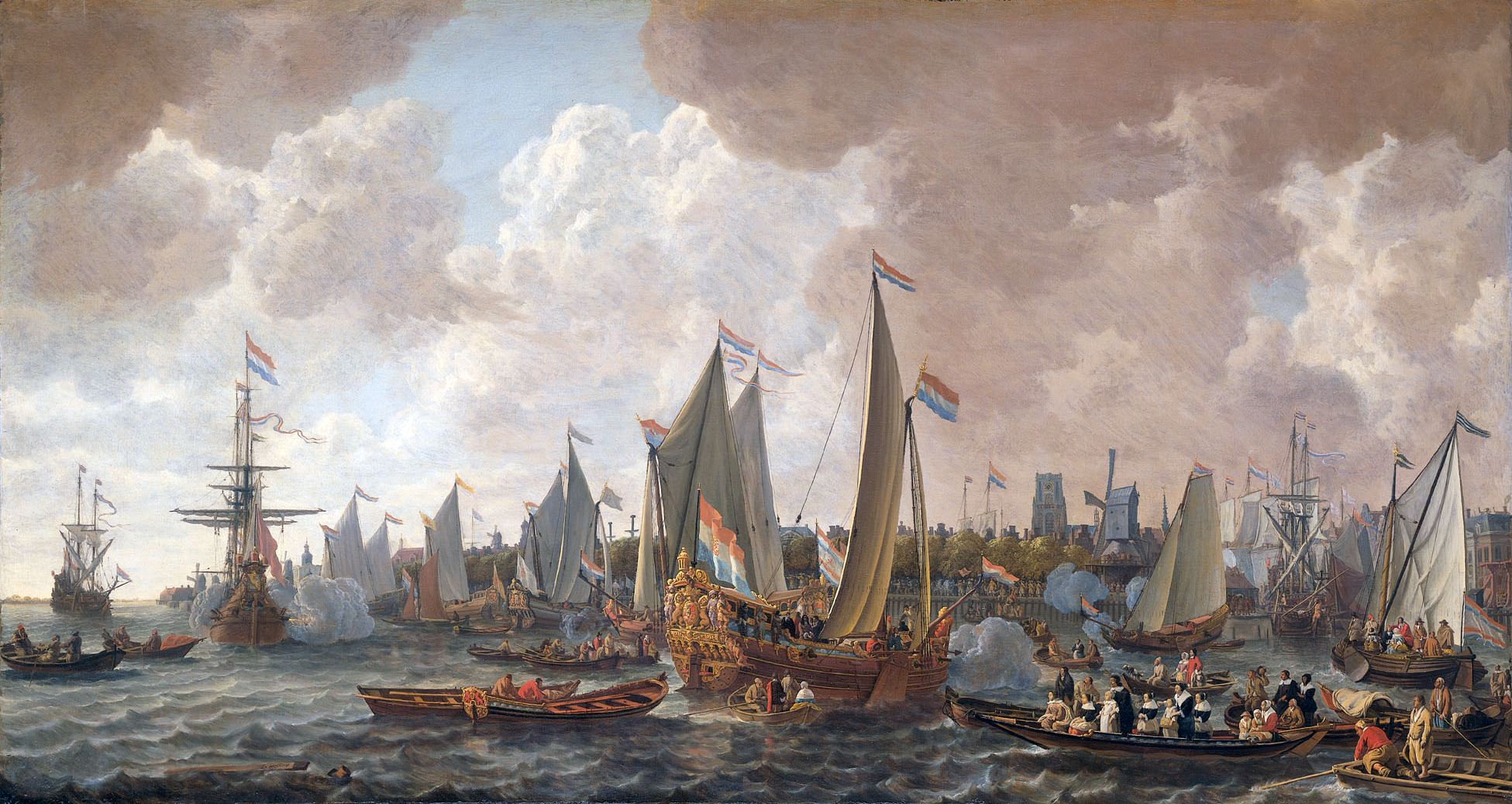
Carlos II navegando desde su exilio en los Países Bajos a su restauración en Inglaterra en mayo de 1660. Pintura de Lieve Verschuier.

Después de la muerte de Cromwell en 1658, Monck se mantuvo al margen de las maniobras en Londres, que llevó al breve establecimiento de un régimen bajo el mando de Richard Cromwell, quien dimitió al mando, llevando posteriormente a la lucha por el poder entre los líderes del ejército. En 1659, Monck abrió negociaciones con Carlos II y comenzó una marcha lenta hacia el sur con su ejército. A continuación, restauró el English Long Parliament, el cual, después de haber recibido garantías, votó a favor de una restauración de la monarquía y después se disolvió a sí mismo, creando una restauración de la monarquía en Escocia, pero sin protección. En el acontecimiento, Escocia no solo recuperó su sistema de ley, el parlamento y la kirk, sino también a los Señores de los Artículos, obispos y a un rey que no visitó al país y gobernó, en gran parte sin referencia al Parlamento, a través de una serie de comisarios. Estos empezaron con John Middleton, quien era ahora un Conde y terminaron con el hermano y heredero del rey, Jacobo, duque de York, (conocido en Escocia como el Duque de Albany). La legislación fue revocada de nuevo en 1633, eliminando los beneficios de los Covenanters de las guerras de los Obispos, pero la disciplina de sesiones Kirk, presbiterios y sínodos fueron renovados. Solo cuatro pactantes fueron ejecutados, siendo el más prominente Argyll. La reintroducción del episcopado fue una fuente de especial dificultad en el suroeste del país, una zona con fuertes simpatías presbiterianas. Con el abandono de la iglesia oficial, muchas de las personas aquí comenzaron a asistir a asambleas de campo ilegales dirigidas por ministros excluidos, conocidos como conventículos. Los intentos oficiales para suprimirlos dieron lugar a un levantamiento en 1679, el cual fue derrotado por James, duque de Monmouth, el hijo ilegítimo del Rey, en la batalla de Puente de Bothwell. A principios de los años 1680, una fase más intensa de persecución comenzó, en lo que llegó a ser más tarde conocido en la historiografía protestante como "the Killing Time", con los disidentes en su mayoría ejecutados por los dragoons de James Graham, Laird de Claverhouse o condenados a muerte por Sir George Mackenzie, el Lord Advocate. En Inglaterra, la Crisis de la Exclusión de 1678-1681 dividió a la sociedad política en Whigs (dado su nombre después de la Whigamores escocesa), quienes intentaron, sin éxito, excluir al abiertamente católico duque de Albany de la sucesión y a los Tories, quienes se les oponían. Algunas divisiones similares comenzaron a surgir en la vida política escocesa.

#### Deposición de Jacobo VII

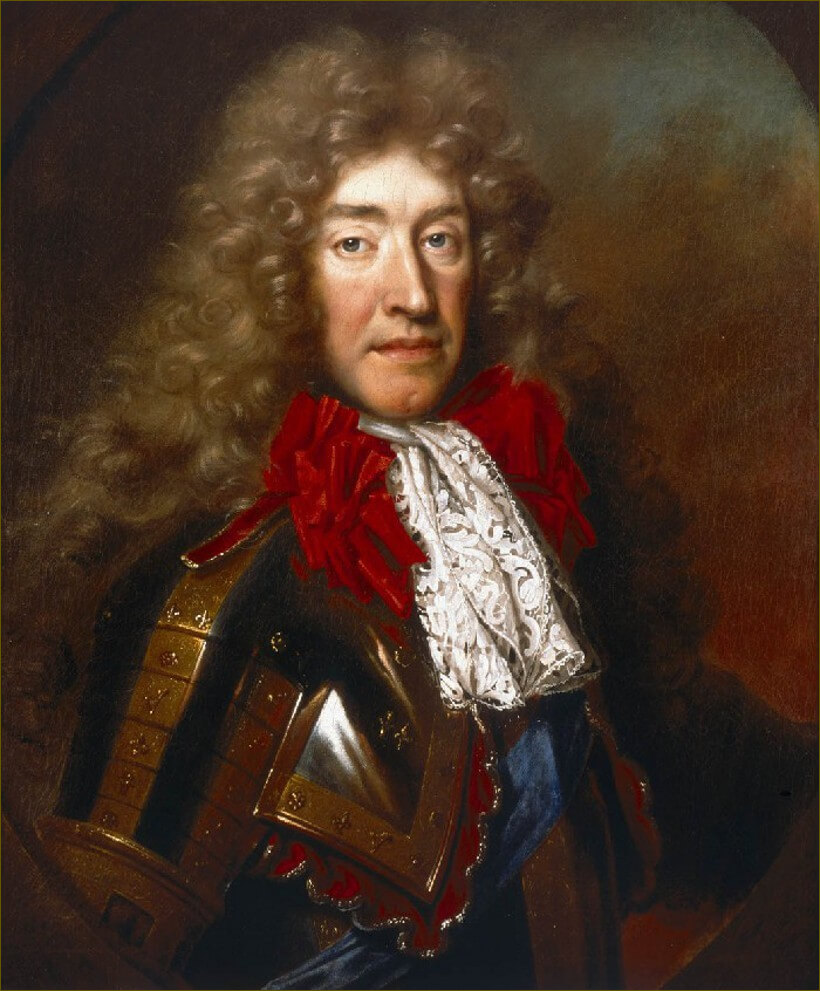
Jacobo VII de Escocia (y II de Inglaterra), depuesto en 1688

Carlos murió en 1685 y su hermano lo sucedió como Jacobo VII de Escocia (y II de Inglaterra). Jacobo puso a los católicos en posiciones clave dentro del gobierno e incluso castigó con muerte a aquellos que asistieran a conventículos. Ignoró al parlamento, purgó al Consejo y forzó a través de tolerancia religiosa a los católicos enajenar a sus súbditos protestantes. El fracaso de una invasión, liderada por Archibald Campbell, noveno conde de Argyll, y sincronizada para coordinarse con la rebelión del Duque de Monmouth en Inglaterra, demostró la fuerza del régimen de Jacobo VII. Se creía que el rey sería sucedido por su hija María, protestante y esposa de Guillermo de Orange, Stadtholder de los Países Bajos, pero en 1688 cuando Jacobo tuvo un heredero varón, Jacobo Francis Edward Stuart, era evidente que sus políticas sobrevivirían. Un invitación realizada por un grupo político conocido como "Immortal Seven" llevó a que Guillermo desembarcara en Inglaterra con 40.000 hombres, por lo que Jacobo huyó, llevando a la Revolución Gloriosa. Guillermo llamó a los Estados (Estates) en Escocia y como sus seguidores se mostraron dominantes, el apoyo de Jacobo se derrumbó. Los Estados emitieron una Claim of Right que sugería que Jacobo había perdido la corona por sus acciones y se la ofrecieron a Guillermo y María, la cual él aceptó, junto con las limitaciones de poder real. El acuerdo definitivo restauró el presbiterianismo y abolió a los obispos, que habían apoyado en general a Jacobo. Sin embargo, Guillermo, quien era más tolerante a lo que la Kirk tendía a ser, aprobó actas que restauraron el clero Episcopaliano excluido después de la Revolución.
Aunque los partidarios de Guillermo dominaron al gobierno, quedaron algunos seguidores de Jacobo, sobre todo en las Tierras Altas. Su causa, que se conocía como Jacobismo, del latín Jacobus, dio lugar a una serie de levantamientos. Un intento militar jacobita inicial fue dirigido por John Graham, Vizconde de Dundee. Sus fuerzas, casi todos de las Tierras Altas, derrotaron a las fuerzas de Guillermo en la batalla de Killiecrankie en 1689, pero tuvieron grandes pérdidas y Dundee murió en los combates. Sin su liderazgo, el ejército jacobita pronto fue derrotado en la Batalla de Dunkeld. La derrota absoluta de Jacobo en Irlanda por Guillermo en la batalla de Aughrim (1691), puso fin a la primera fase del esfuerzo militar jacobita. En las secuelas de la derrota jacobita, el 13 de febrero de 1692 se dio un incidente conocido como la Masacre de Glencoe, donde 38 miembros del clan MacDonald de Glencoe fueron asesinados por miembros del regimiento del conde de Argyll, quienes había aceptado la hospitalidad de los MacDonald, en los terrenos en que estos no habían prometido lealtad a los nuevos monarcas.

#### La crisis económica y las colonias de ultramar

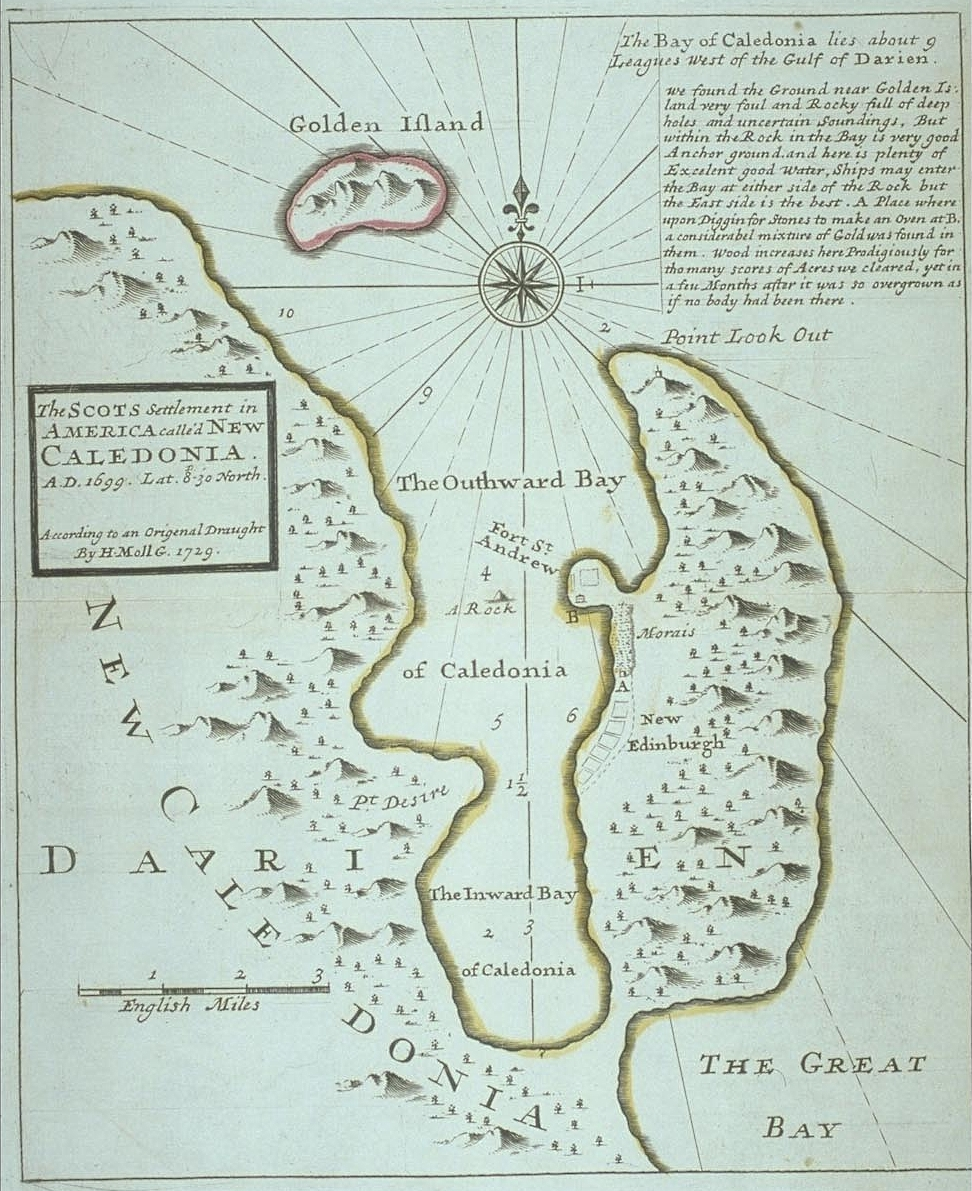
La colonia de Nueva Caledonia en el Istmo de Darien

La última década del siglo XVII vio a las condiciones económicas generalmente favorables que habían dominado desde que la restauración llegara a su fin. Hubo una caída en el comercio con el Báltico y Francia a partir de 1689 hasta 1691, provocada por el proteccionismo francés y los cambios en el comercio del ganado escocés, seguido de cuatro años de malas cosechas (1695, 1696 y 1698-99), esta época de crisis es conocida como "seven ill years". El resultado fue hambre y despoblación, especialmente en el norte. El Parlamento de Escocia de 1695 aprobó propuestas que pudieron ayudar a la situación económica, incluyendo el establecimiento del Banco de Escocia. La "Company of Scotland Trading to Africa and the Indies" recibió privilegio para aumentar el capital mediante suscripciones públicas.
La "Company of Scotland" invirtió en el Proyecto Darién, un ambicioso plan ideado por William Paterson, fundador escocés del Banco de Inglaterra, para construir una colonia en el istmo de Panamá, con la esperanza de establecer el comercio con el Lejano Oriente. El Proyecto Darién ganó amplio apoyo en Escocia ya que los terratenientes y la clase comerciante estaban de acuerdo en ver al comercio extranjero y al colonialismo como rutas para mejorar la economía de Escocia. Dado que los recursos de capital de la élite terrateniente y los comerciantes de Edimburgo eran insuficientes, la empresa hizo un llamado a rangos sociales medianos, que respondieron con fervor patriótico a la petición de dinero; las clases bajas se ofrecieron como colonos. Sin embargo, tanto la compañía inglesa East India Company como el gobierno inglés se opusieron a la idea. La East India Company vio al proyecto como una amenaza comercial y el gobierno estaba involucrado en la Guerra de la Gran Alianza 1689-1697 contra Francia y no quería ofender a los españoles, quienes reclamaron el territorio como parte de Nueva Granada, lo que llevó a que los inversionistas ingleses se retiraran. Volviendo a Edimburgo, la compañía recaudó £400.000 en pocas semanas. Tres pequeñas flotas con un total de 3.000 hombres finalmente se establecieron en Panamá en 1698. El ejercicio resultó un desastre, debido a que estaban mal equipados, eran acosados por la lluvia incesante, sufrieron enfermedades, estaban bajo el ataque de los españoles de Cartagena y no fueron ayudados por los ingleses en las Indias Occidentales, los colonos abandonaron el proyecto en 1700. Solo 1.000 sobrevivieron y solo un barco logró volver a Escocia. El coste de £150.000 puso una tensión severa en el sistema comercial escocés y dio lugar a una ira generalizada contra Inglaterra. Viendo la imposibilidad de las dos políticas económicas, Guillermo argumentó en favor de la unión política, poco antes de su muerte en 1702.

### Inicios del Siglo XVIII

#### Unión con Inglaterra

Bandera del Reino Unido, combinando la Cruz de St George o Inglaterra, con la Cruz de St. Andrew of Escocia.

El sucesor de Guillermo fue la hermana de María, la princesa Ana, quien no tenía hijos sobrevivientes, haciendo que la sucesión protestante pareciera estar en duda. El Parlamento Inglés aprobó el Acta de Establecimiento de 1701, que otorgó la sucesión a Sofía de Hannover y sus descendientes. Sin embargo, el Acta de Seguridad de 1704 del Parlamento escocés, prohibía un sucesor católico, dejando abierta la posibilidad de que las coronas se separaran. En lugar de correr el riesgo de un posible retorno de Jacobo Francisco Eduardo Estuardo, quien entonces vivía en Francia, el Parlamento Inglés presionó por la unión completa de los dos países, aceptando la Alien Act de 1705, que amenazaba con hacer que todos los escoceses fueran incapaces de mantener propiedades en Inglaterra, a no ser que la Unión se efectuara, lo que tendría graves daños al ganado y al comercio de lino. Una unión política entre Escocia e Inglaterra también llegó a ser económicamente atractiva, prometiendo abrir mercados mucho más grandes para Inglaterra y para el creciente imperio. Sin embargo, hubo oposición y desconfianza entre la población general. Los importes pagados a los comisarios escoceses y principales figuras políticas se han descrito como sobornos, pero la existencia de sobornos directos es disputada.
El Parlamento escocés votó el 6 de enero de 1707 para adoptar el Tratado de Unión. El tratado confirmó la sucesión a los Hannover. La Iglesia de Escocia, la ley escocesa y los tribunales se mantuvieron separados. Los parlamentos Scots e ingleses fueron reemplazados por el Parlamento de Gran Bretaña, pero este se asentó en Westminster y en gran parte siguió con las tradiciones inglesas sin interrupción. Cuarenta y cinco Scots se añadieron a los 513 miembros de la Cámara de Comunes (House of Commons) y 16 Scots a los 190 miembros de la Cámara de Lords (House of Lords). También fue una unión económica completa, sustituyendo a los sistemas escoceses de moneda, impuestos y leyes que regulaban el comercio. El Consejo Privado fue abolido, lo que llevó a que el gobierno efectivo de Escocia estuviera en manos de "gestores" no oficiales, quienes intentaron controlar las elecciones en Escocia, votando por miembros del parlamento escocés y lords que apoyaban al partido prevaleciente en Westminster, a través de un complejo proceso de patrocinio, venalidad y coacción. Dado que los Tories eran sospechosos de simpatías jacobitas, la gestión tendió a caer a uno de los dos grupos de Whigs, uno de ellos era el "Old Party" o "Argathelian", dirigido por John Campbell, Duque de Argyll y el grupo "Squadrone" o "patriotas", dirigido inicialmente por John Ker, Duque de Roxburghe, quien se convertiría en el primer Secretario de Estado de Escocia. Roxburghe fue reemplazado por Argyll en 1725. Él y su hermano, quien se convertiría en Archibald Campbell, Tercer Duque de Argyll, en 1743, dominaron la política escocesa en la primera mitad del siglo XVIII. Ambos grupos del movimiento Whig unieron sus fuerzas para el levantamiento jacobita de 1745. El puesto de Secretario de Estado fue abolido en 1746, pero Argyll se mantuvo como el "rey sin corona de Escocia" hasta su muerte en 1761.

#### Levantamientos Jacobitas

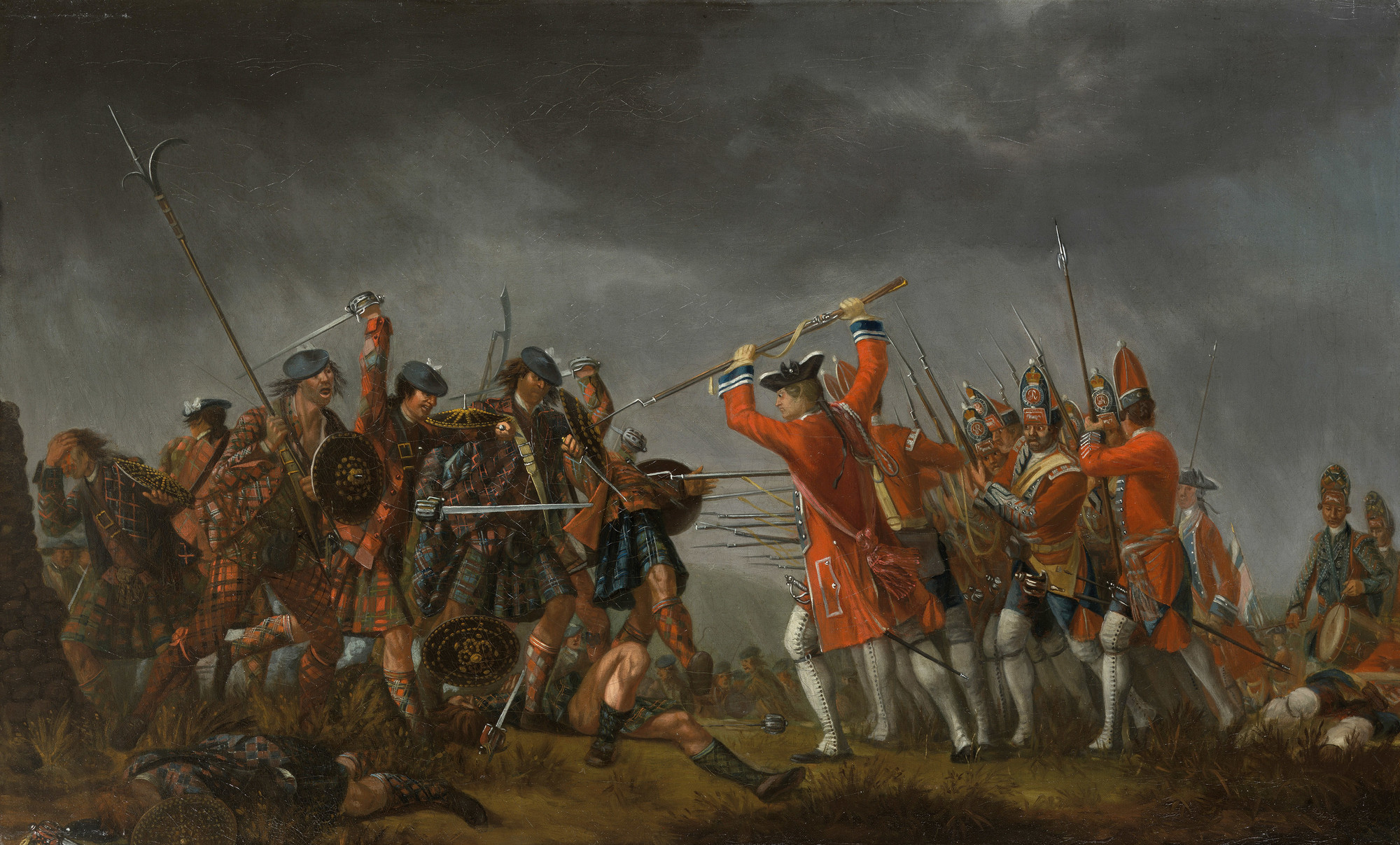
Representación de David Morier en la Batalla de Culloden.

El Jacobismo fue revivido debido a la impopularidad de la unión. En 1708 Jacobo Francis Edward Stuart, hijo de Jacobo VII, quien llegó a ser conocido como "El Viejo Pretendiente", intentó una invasión con una flota francesa de 6.000 hombres, pero la marina real impidió el aterrizaje de las tropas. Un intento más serio se produjo en 1715, poco después de la muerte de Ana y el acceso al primer rey de Hannover, el hijo mayor de Sofía, como Jorge I de Gran Bretaña. Este levantamiento (conocido como The Fifteen) previó levantamientos simultáneos en Gales, Devon y Escocia. Sin embargo, las detenciones del gobierno previnieron riesgos en el sur. En Escocia, John Erskine, Conde de Mar, apodado Bobbin 'John, levantó a los clanes jacobitas, pero resultó un líder indeciso y un militar incompetente. Mar capturó Perth, pero dejó una pequeña fuerza del gobierno bajo el mando del Duque de Argyll, quien ocupaba Stirling. Parte del ejército de Mar se unió a los levantamientos en el norte de Inglaterra y el sur de Escocia. Los jacobitas se abrieron paso en Inglaterra antes de ser derrotados en la batalla de Preston, el 14 de noviembre de 1715. El día antes, Mar no pudo derrotar a Argyll en la batalla de Sheriffmuir. En este punto, Jacobo aterrizó tardíamente en Escocia, pero fue aconsejado en que la causa no tenía esperanzas. Huyó a Francia. Un intento de invasión jacobita con ayuda española en 1719 se juntó con poco apoyo de los clanes y terminó con derrota en la batalla de Glen Shiel.
En 1745 el levantamiento jacobita conocido como "Forty-Five” comenzó. Carlos Edward Stuart, hijo del "Viejo Pretendiente", a menudo conocido como "Bonnie Prince Charlie" o "Joven Pretendiente", desembarcó en la isla de Eriskay en las Hébridas Exteriores. Varios clanes se unieron a él sin entusiasmo. Al principio tuvo éxito, tomando Edimburgo y luego derrotando al único ejército del gobierno de Escocia en la batalla de Prestonpans. El ejército jacobita se marchó a Inglaterra, tomó Carlisle y avanzó hasta Derby. Sin embargo, se hizo cada vez más evidente que Inglaterra no apoyaría a un monarca católico Estuardo. El liderazgo jacobita tenía una crisis de confianza y se retiraron a Escocia, ya que dos ejércitos ingleses se acercaban y las tropas Hanoverian comenzaban a regresar desde el continente. La posición de Carlos en Escocia comenzó a deteriorarse a medida que los partidarios del Whig repuntaban y recuperaban el control de Edimburgo . Después de un intento fallido en Stirling, Carlos se retiró al norte hacia Inverness. Fue perseguido por el Duque de Cumberland y dio batalla con un ejército agotado en Culloden el 16 de abril de 1746, el día que fue aplastada la causa jacobita. Carlos se ocultó en Escocia con la ayuda de las Tierras Altas hasta septiembre de 1746, cuando escapó de nuevo a Francia. Hubo represalias sangrientas en contra de sus partidarios y las fuerzas extranjeras abandonaron la causa jacobita, con la corte, que estaba en exilio, forzada a salir de Francia. El Viejo Pretendiente murió en 1760 y el Joven Pretendiente, sin descendencia legítima, en 1788. Cuando su hermano, Enrique, cardenal de York murió en 1807, la causa jacobita llegó a su fin.

## Geografía

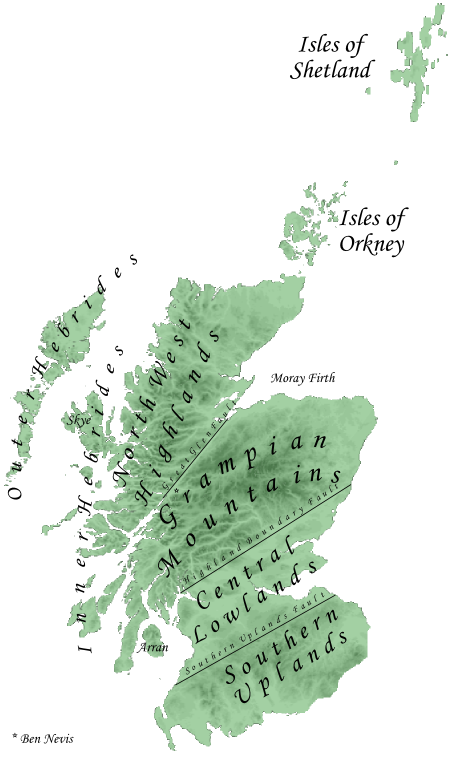
La topografía de Escocia.

El factor decisivo en la geografía de Escocia es la distinción entre las Tierras Altas y las islas en el norte y el oeste y las Tierras Bajas en el sur y el este. Las Tierras Altas están divididas en las Tierras Altas del noroeste y los montes Grampianos por la falla de Great Glen. Las Tierras Bajas están divididas en el cinturón fértil de las Tierras Bajas centrales y el alto terreno de las Mesetas del Sur, que incluye los Montes Cheviot, sobre los cuales la frontera con Inglaterra empieza. El cinturón de las Tierras Bajas centrales tiene en promedio 50 millas de anchura y debido a que contiene la mayor parte de las tierras agrícolas de buena calidad y la mejor comunicación esto pudo apoyar la mayor parte de la urbanización y a los elementos del gobierno. Sin embargo, las Mesestas del sur y en particular las Tierras Altas fueron económicamente menos productivas y mucho más difíciles de gobernar. Las Mesetas y Tierras Altas tenían una temporada de crecimiento relativamente corto, en el caso extremo de los Grampians superiores tenían una temporada libre de hielo de cuatro meses o menos y en gran parte de las Mesetas y Tierras Altas estos períodos eran de siete meses o menos. El período moderno temprano también vio el impacto de la Pequeña Edad de Hielo, en 1564 viendo 33 días de heladas continuas, donde los ríos y lagos se congelaron, lo que llevó a una serie de crisis de subsistencia hasta 1690.
La mayoría de las carreteras de las Tierras Bajas se mantuvieron con impuestos monetarios a los propietarios de tierras y con tasas de trabajo para los inquilinos. El desarrollo de los precios nacionales de cereales indica que la red había sido mejorado considerablemente a principios del siglo XVIII. En las Tierras Altas y en Galloway a principios del siglo XVIII, una serie de caminos militares fueron construidos y mantenidos por el gobierno central, con el objetivo de facilitar los movimientos de tropas en caso de rebeliones. Las extensión de las fronteras del reino se habían fijado en su forma moderna a principios del siglo XVI. La excepción, las tierras discutibles en el extremo occidental de la frontera con Inglaterra, fue resuelta por una comisión francesa en 1552 y el Scots' Dike fue construido para marcar el límite. El acceso de Jacobo VI al trono Inglés hizo que la frontera fuera menos significativa en términos militares, pero siguió siendo un límite jurisdiccional y de arancel hasta el Acta de Unión en 1707.

## Economía

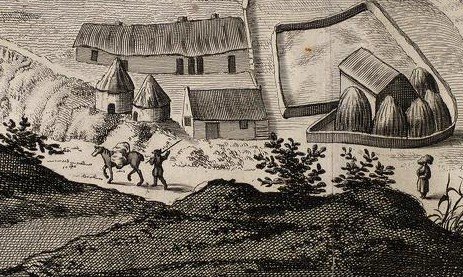
Granja escocesa de las Tierras Bajas c. 1690

Al principio de la época, con las dificultades del terreno, carreteras en mal estado y medios de transporte había poco comercio entre las diferentes zonas del país y la mayoría de los poblados dependían de lo que producían localmente, a menudo con muy poco en reserva en los malos años. La mayoría de la agricultura se basaba en el fermtoun en las Tierras Bajas o en el baile en las Tierras Altas, los cuales eran poblaciones de un puñado de familias que cultivaban conjuntamente una zona teóricamente adecuada para dos o tres yuntas de arado, asignadas en run rigs de los arrendatarios. Por lo general, estos corrían cuesta abajo para que incluyeran tierra húmeda y seca, ayudando a compensar los problemas ocasionados por las condiciones climáticas extremas. La mayoría del arado se hacía con un arado pesado de madera que tenía un coulter de hierro y era jalado por bueyes, ya que eran más eficaces y más barato de alimentar que los caballos. A partir de mediados del siglo XVI, Escocia experimentó una disminución en la demanda de exportaciones de tela y lana para el continente. Los Scots respondieron con la venta de grandes cantidades de productos tradicionales, aumentando la producción de sal, arenque y carbón. El final del siglo XVI fue una época de dificultades económicas, probablemente exacerbado por el aumento de los impuestos y la devaluación de la moneda. En 1582 una libra de plata era igual a 640 chelines, pero en 1601 eran 960 chelines y el tipo de cambio con Inglaterra era £6 escocesas a £1 esterlina en 1565, pero en 1601 la libra inglesa se aumentó a £12 escocesas. Los salarios aumentaron rápidamente, entre cuatro o cinco veces entre 1560 y el final del siglo, pero no pudieron mantener el ritmo de la inflación. Esta situación se vio interrumpido por las frecuentes malas cosechas, en casi la mitad de los años de la segunda mitad del siglo XVI viendo escasez local y nacional y haciendo necesario el envío de grandes cantidades de grano provenientes del Báltico. La angustia se vio agravada por los brotes de peste, teniendo grandes períodos de epidemias en 1584-88 y 1597-1609. También este período vio los inicios de la producción industrial, a menudo utilizando los conocimientos del continente, los cuales incluyeron el fallido intento de usar Flemings para enseñar nuevas técnicas en el desarrollo de la industria textil en el noreste, sin embargo, fue más éxito traer un veneciano para ayudar a desarrollar a industria de soplado de vidrio. George Bruce utilizó técnicas alemanas para resolver los problemas de drenaje en la mina de carbón en Culross. En 1596 la Sociedad de Cerveceros se estableció en Edimburgo y la importación de lúpulo inglés permitió la fabricación de cerveza escocesa.

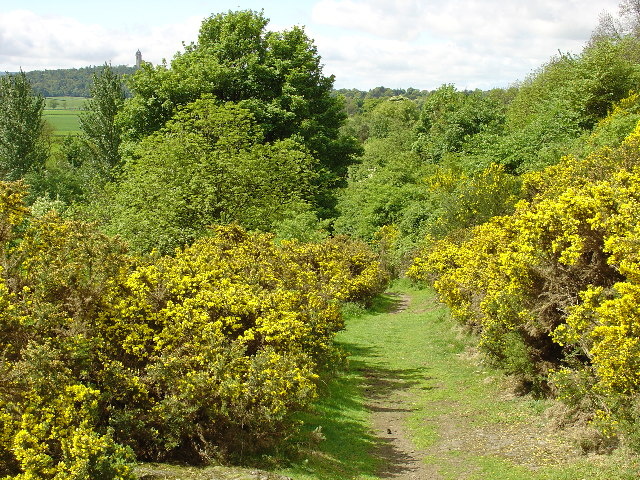
Una sección del camino drover en Cotkerse cerca de Blairlogie, Escocia.

A principios del siglo XVII era relativamente común que hubiera hambrura, con cuatro períodos entre 1620 y 1625. Las invasiones de la década de 1640 tuvieron un profundo impacto en la economía escocesa, con la destrucción de cultivos y la perturbación de los mercados, lo que resultó en uno de los aumentos de precios más rápidos del siglo. Bajo la Mancomunidad, el país fue altamente gravado de impuestos, aunque tuvo acceso a los mercados ingleses. Después de la Restauración se restableció la frontera formal con Inglaterra, junto con sus derechos de aduana. Las condiciones económicas fueron en general favorables entre 1660 y 1688, mientras los propietarios de tierras contribuían a mejorar la labranza y la cría de ganado. El monopolio de Burghs reales sobre el comercio externo se terminó parcialmente por el Acta de 1672, dejándolos con los antiguos lujos de vinos, seda, especias y colorantes y abriendo el comercio de sal, carbón, maíz y cuero y además las importaciones con las Américas. Las Actas de Navegación inglesas limitaron la capacidad de los Scots para participar en lo que habría sido un comercio lucrativo con las colonias crecientes de Inglaterra, aunque estas a menudo eran evitadas, con Glasgow convirtiéndose en un centro comercial cada vez más importante, abriendo el comercio con las colonias americanas: importando azúcar de las Indias Occidentales y tabaco de Virginia y Maryland. Las exportaciones a través del Atlántico incluían ropa de cama, artículos de lana, carbón y piedras de moler. Los aranceles ingleses de protección sobre la sal y el ganado eran más difíciles de pasar por alto y probablemente colocaron las mayores limitaciones a la economía escocesa, a pesar de los intentos del rey de revocarlos. Sin embargo, a finales del siglo, las vías pecuarias, que se extendían hacia abajo de las Tierras Altas a través del suroeste de Escocia al noreste de Inglaterra, se habían establecido firmemente. Los intentos de Escocia para aplicar a este comercio tarifas para los suyos, no tuvieron mucho éxito, ya que Escocia tenía relativamente pocas exportaciones vitales para protegerse. Los intentos por parte del Consejo Privado para construir industrias de lujo en las fábricas de tela, en las casas de ebullición de azúcar, y en los talleres de pólvora y papel, fracasaron en gran medida. Las hambrunas de la década de 1690 fueron vistas como graves, en parte porque el hambre se había convertido relativamente poco frecuente en la segunda mitad del siglo XVII, con solo un año de escasez (en 1674) y siendo la escasez de la década de 1690 como la última de su especie.

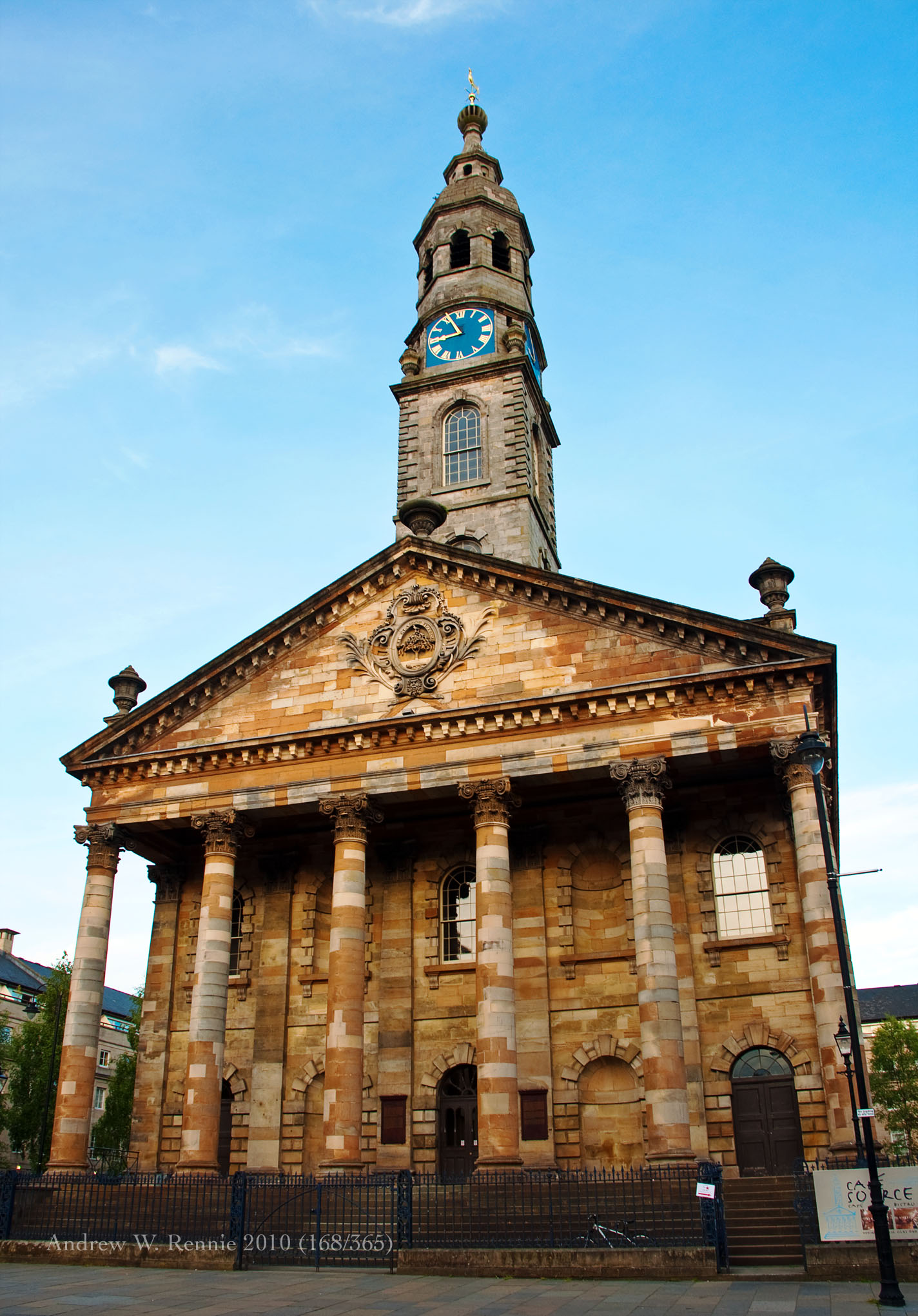
St Andrew's in the Square, Glasgow, construida (1739–56) con dinero de los Tobacco Lords, demostrando su poder financiero.

En la unión de 1707, Inglaterra tenía alrededor de cinco veces la población de Escocia, y alrededor de 36 veces más riqueza, sin embargo, Escocia comenzó a experimentar los inicios de la expansión económica que comenzaría a permitir a que se cerrase esta brecha. Los contactos con Inglaterra llevaron a un intento consciente para mejorar la agricultura entre la alta burguesía y la nobleza. La producción de heno se introdujo junto con el arado inglés, los pastos extranjeros, y la siembra de raigrás y trébol. Se introdujeron nabos y coles, así como las tierras cercadas y pantanos drenados, además se construyeron carreteras y bosques plantados. Se introdujo la perforación, la siembra y la rotación de cultivos. La introducción de la patata a Escocia en 1739 mejoró en gran medida la dieta de los campesinos. El cercado comenzó a desplazar el sistema de Run rig y pastoreo libre. La Sociedad de Mejoradores (Society of Improvers) fue fundada en 1723, la cual incluía en sus 300 miembros duques, condes, lords y landlords. La región de Lothian se convirtió en un centro importante de cereales, Ayrshire de la cría de ganado y las fronteras de ovejas. Sin embargo, aunque algunos estate holders   mejoraron la calidad de vida de sus trabajadores, el cercado llevó al desempleo y a migraciones forzadas hacia los Burghs o al extranjero.
El cambio más importante en el comercio internacional fue la rápida expansión de las Américas como un mercado. Glasgow suministraba a las colonias con tela, aperos de labranza y herramientas de hierro, vidrio y artículos de cuero. Inicialmente dependían de buques contratados, pero para 1736 tenía 67 buques propios, un tercio de los cuales eran para el comercio con el Nuevo Mundo. Glasgow emergió como el foco del comercio del tabaco, reexportando particularmente a Francia. Los comerciantes que se ocupaban en este lucrativo negocio se convirtieron en los tobacco lords, que dominaron la ciudad durante la mayor parte del siglo. Otros burghs también se beneficiaron, Greenock amplió su puerto en 1710 y lanzó su primer barco a las Américas en 1719, y pronto estaba jugando un papel importante en la importación de azúcar y ron. La fabricación de tela era en gran medida una industria interna. Se producía el tartán, pero las áreas más importantes de fabricación fueron las del lino, sobre todo en las Tierras Bajas, y algunos autores sugieren que el lino escocés era superior al holandés. Los miembros del parlamento escocés lograron imponer un impuesto a la exportación del lino y en 1727 recibieron subsidios de £2.750 al año durante seis años, resultando en una considerable expansión del comercio. Paisley adoptó métodos holandeses y se convirtió en un importante centro de producción. Glasgow fabricó para el comercio de exportación, el cual se duplicó entre 1725 y 1738. En 1746, el movimiento de la British Linen Company hacia los créditos en efectivo también estimuló la producción. El comercio de pronto estaba siendo gestionado por "fabricantes" que suministraban lino a hiladores, compraban el hilo y luego se lo suministran a los tejedores y luego compraban la tela que producían y eran revendida. La banca también se desarrolló en este período. El Banco de Escocia, fundado en 1695 era sospechoso por tener simpatías jacobitas, por lo que su rival el Royal Bank of Scotland se fundó en 1727. Los bancos locales empezaron a establecerse en burghs como Glasgow y Ayr. Estos hacían capital disponible para los negocios y la mejora de arreteras y del comercio.

## Sociedad

### Estructura social

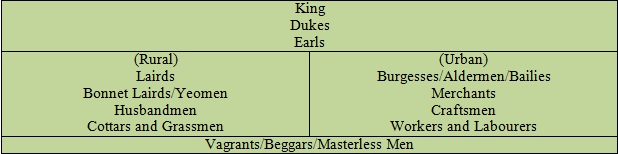
Tabla de los rangos en la sociedad escocesa en el periodo moderno temprano.

De bajo del rey había un pequeño número de Duques (por lo general descendientes de parientes muy cercanos del rey) y Earls, que formaban la nobleza de alto nivel. Debajo de ellos estaban los barones, que en este período empezaban a fusionarse con los tenants-in-chief locales para convertirse en lairds un grupo más o menos equivalente a los gentleman ingleses. Por debajo de los lairds estaba una variedad de grupos, a menudo mal definidos. Estos incluían a los Yeoman, a veces llamados "Bonnet lairds", y regularmente poseían tierras considerables. La práctica de fueing (por el cual un inquilino pagaba una suma de entrada y una cuota anual o feu, pero podía pasar la tierra a sus herederos) significó en que un número de personas tenían la posesión hereditaria de tierras, que había sido previamente controladas por la iglesia o la nobleza. Estos y los Lairds probablemente eran en suma alrededor de 10.000 en el siglo XVII   y se convirtieron en lo que el gobierno definió como heritors, en quienes las cargas financieras y legales del gobierno local caerían cada vez más. Por debajo de los landholders estaban los husbandman, propietarios menores y arrendatarios libres, que a menudo se describen como cottars o grassmen,   que constituían la mayoría de la población activa. La servidumbre se había extinguido en Escocia en el siglo XIV, pero fue prácticamente restaurada por la ley estatuaría por los mineros y los salineros. A través del sistema de tribunales Baron y sesiones Kirk, los propietarios todavía ejercían un control considerable sobre sus inquilinos. La sociedad en los burgos fue encabezada por los comerciantes más ricos, que a menudo tenían oficinas locales como burgees, alderman, bailies, o como miembro del consejo. Por debajo de ellos estaban los artesanos y trabajadores que componían la mayoría de la población urbana. En la parte inferior de la sociedad estaban los hombres sin amo, desempleados y vagabundos, cuyo número creció en tiempos de recesión económica o de dificultades.

### Parentescos y clanes

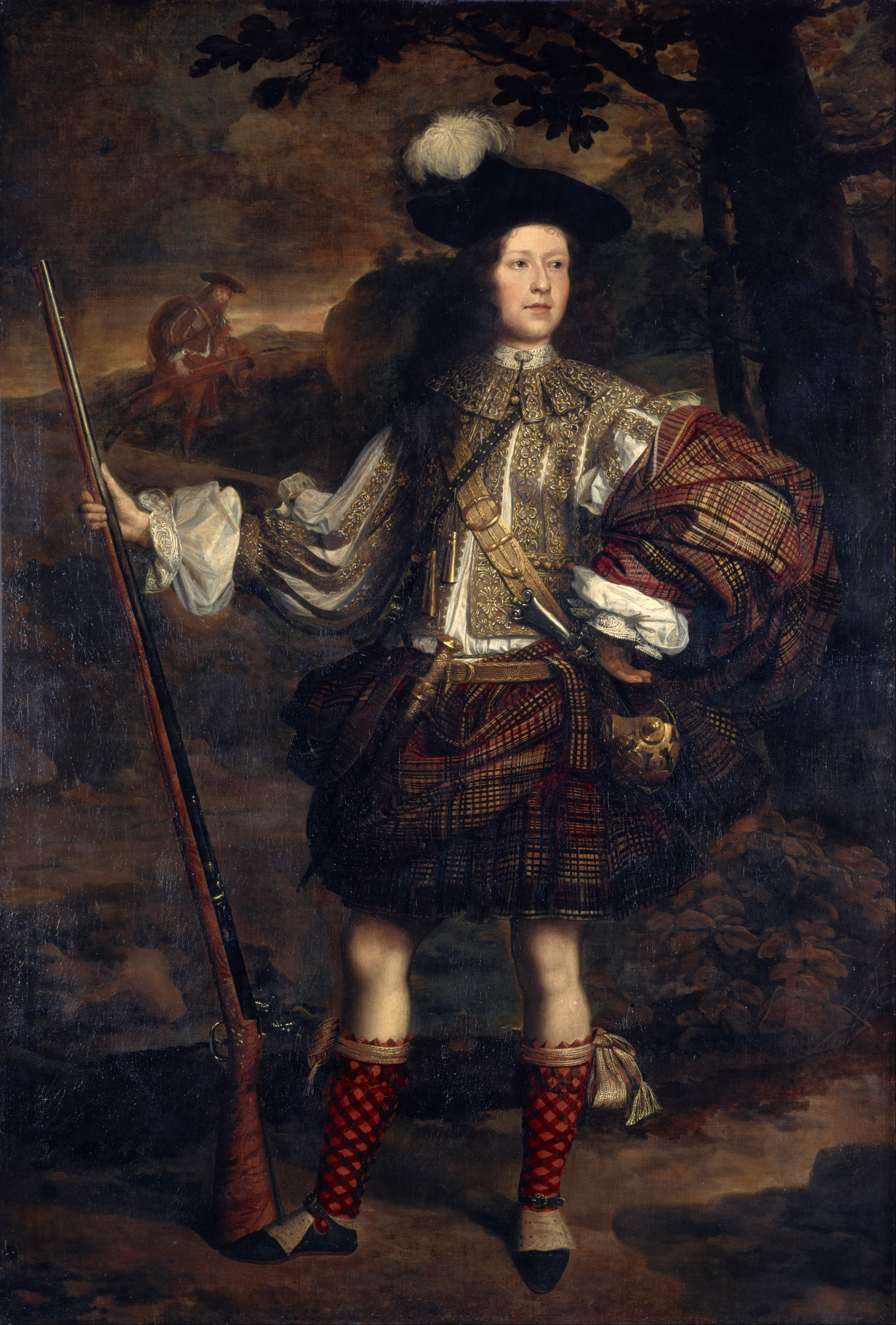
Lord Mungo Murray, quinto hijo del I Marqués de Atholl, retratado en las Tierras Altas alradedor de 1980

Al contrario que en Inglaterra, donde el parentesco era predominantemente cognado (derivado a través de hombres y mujeres), en Escocia el parentesco era agnado, con los miembros de un grupo compartiendo un ancestro común (a veces ficticio). Las mujeres conservaban su apellido original en el matrimonio, los cuales fueron pensados para crear amistad entre los grupos de parentesco, en lugar de un nuevo vínculo de parentesco. En las fronteras, el parentesco se reflejaba a menudo con un apellido común. Un apellido compartido ha visto como una "prueba de parentesco", demostrando a otros grupos de parentesco que podían tener apoyo mutuo. Al comienzo del período esto pudo contribuir a intensificar la idea de enemistad hereditaria o feud, la cual era llevada a cabo habitualmente como una forma de venganza por un pariente y a veces los grandes grupos de parentesco podían contar con apoyar de lados rivales, a pesar de esto, los conflictos entre miembros de un mismo grupo también se producían. A partir del reinado de Jacobo VI, los sistemas de ley judicial se pusieron en vigor y para principios del siglo XVIII el feud habían sido suprimido. En las fronteras el liderazdo de los jefes de grandes apellidos fueron en gran parte reemplazados por la autoridad de los lairds en el siglo XVII.
La combinación de parentesco agnaticio y un sistema feudal de obligaciones ha sido vista como la creación del sistema de clanes de las Tierras Altas. El jefe de un clan era generalmente el hijo mayor del último jefe de la rama más poderosa. Las familias más importantes de un clan formaban el fine, a menudo visto como el equivalente de los lairds en las Tierras Bajas, y proporcionaban consejos de paz y liderazgo en la guerra, y por debajo de ellos estaban los daoine usisle (en gaélico) o tacksmen (en escocés), quienes administraban las tierras del clan y recogían la rentas. En las islas y a lo largo de la costa occidental adyacente también estaban los buannachann, que actuaban como una élite militar, defendiendo las tierras del clan de los ataques y tomando parte en los ataques contra los enemigos del clan. La mayor parte de los seguidores del clan eran arrendatarios, que suministraban mano de obra para los jefes del clan y a veces actuaban como soldados. En la época moderna por lo general ellos tomaban el nombre del clan como su apellido, convirtiéndolo en un multitudinario, aunque a menudo ficticio, grupo de parentesco. Debido a que los clanes de las Tierras Altas no eran una amenaza directa para el gobierno en la Restauración, o para las relaciones con Inglaterra, no se puso el mismo esfuerzo en la supresión de su independencia como había pasado con las fronteras, hasta después de la Revolución Gloriosa. El cambio económico y la imposición de la justicia real habían comenzado a socavar el sistema de clanes antes del siglo XVIII, pero el proceso se aceleró después de la rebelión de 1745, con el Highland dress prohibido, el desarme forzoso de los miembros de clanes, la compra obligatoria de las jurisdicciones hereditarias, el exilio de muchos jefes y el envío de los hombres ordinarios del clan a las colonias como mano de obra contratada. Todo esto redujo en gran medida a los líderes del clan a la condición de simples landholders dentro de una generación.

### Demografía

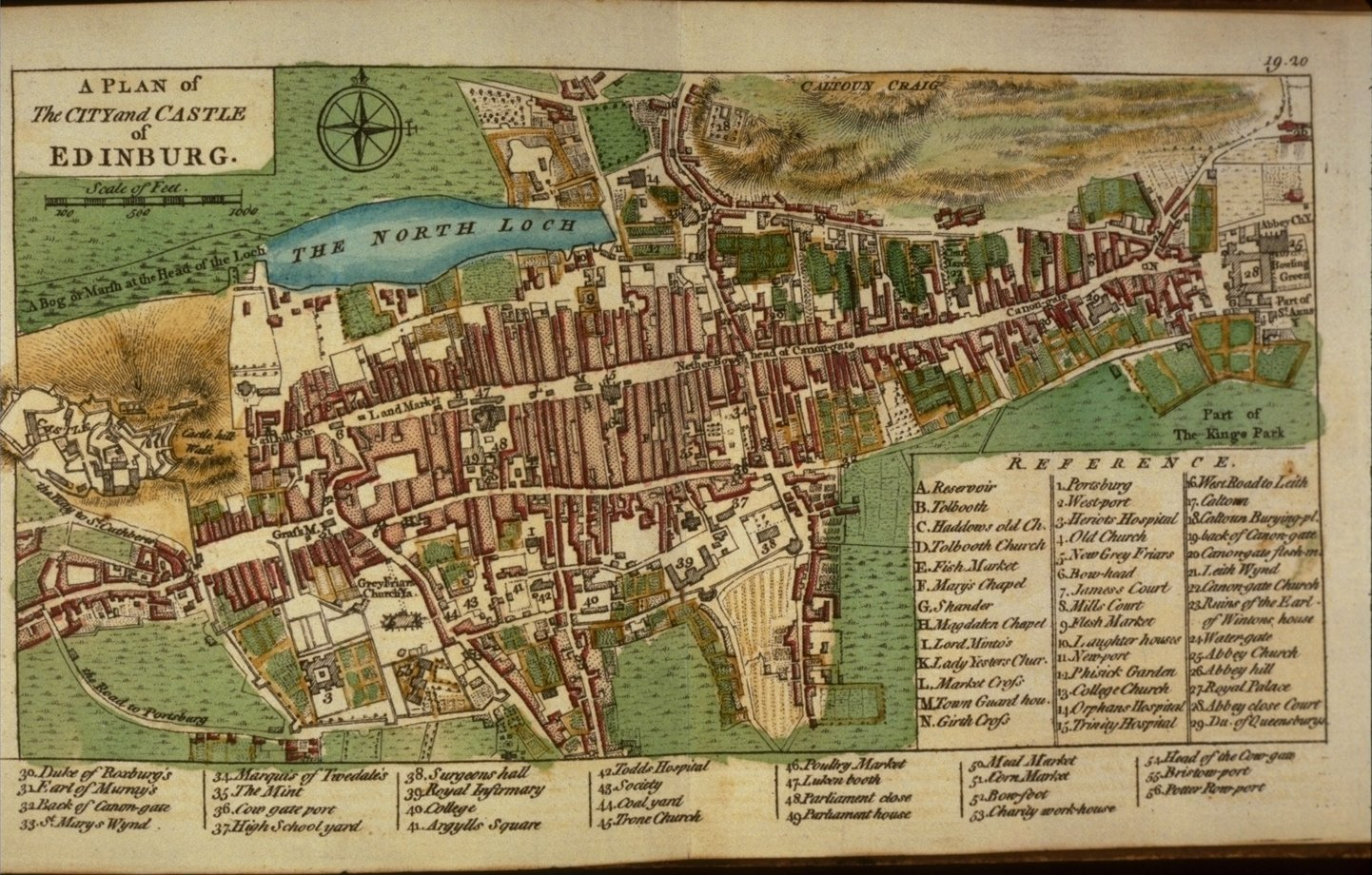
Mapa de Edimburgo en 1764, la ciudad más grande de Escocia en la edad moderna temprana.

Casi no hay fuentes fiables de cómo se realizaba el seguimiento de la población de Escocia antes de finales del siglo XVII. Las estimaciones basadas en los archivos ingleses sugieren que, a finales de la Edad Media, la peste negra y posteriores brotes recurrentes de la plaga, pudieron haber causado que la población de Escocia caería tan bajo en al menos medio millón de personas. La inflación de precios, lo cual en general, reflejaba la creciente demanda de alimentos, sugiere que la población probablemente se expandió en la primera mitad del siglo XVI, estabilizándose después de la hambruna de 1595, ya que los precios se mantuvieron relativamente estables a principios del siglo XVII. Los cálculos basados en el Hearth Tax sobre las declaraciones de 1691 indican una población de 1,234,575 personas. Este nivel puede haber sido seriamente afectado por las hambrunas de la década de 1690. La primera información disponible y fiable sobre la población nacional es del censo realizado por el reverendo Alexander Webster en 1755, el cual mostró que los habitantes de Escocia alrededor de 1,265,380 personas.
Comparada con la situación después de la redistribución de la población después del Clearances y la Revolución Industrial, estos números habrían sido uniformemente distribuidos en el reino, con aproximadamente la mitad viviendo al norte del Tay. Tal vez el diez por ciento de la población vivía en uno de los muchos burghs que crecieron en el último período medieval, principalmente en el este y el sur. Se ha sugerido que habrían tenido una población media de aproximadamente 2,000 personas, pero algunos pudieron ser más pequeños con 1000 personas, y los más grandes como Edimburgo probablemente tenía una población de más de 10 000 a principios de la Edad Moderna y para 1750 con sus suburbios, estos habrían llegado a una población de 57.000 personas. Los otros pueblos que tenían por encima de 10 000 habitantes a finales del período fueron Glasgow con 32 000, Aberdeen con alrededor de 16.000 y Dundee con 12 000.

### Juicios de brujas

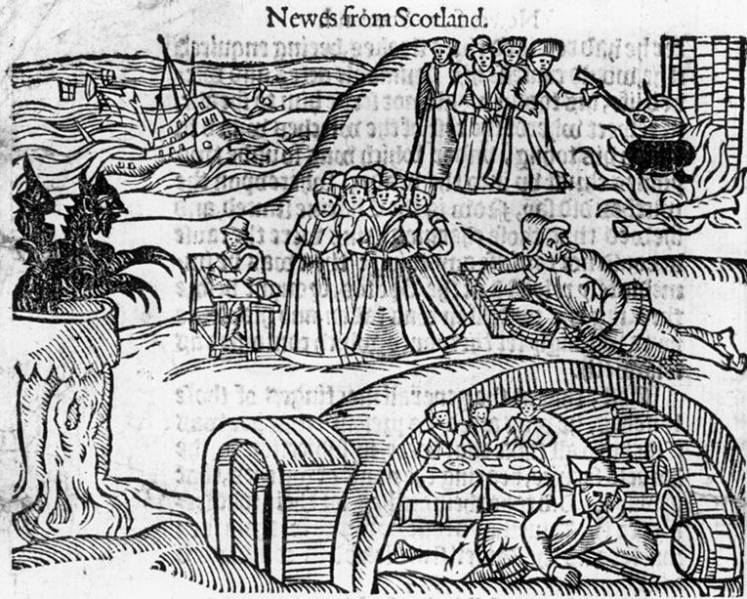
Las North Berwick Witches reuniéndose con el demonio en el kirkyard local, de un panfleto contemporáneo, Newes From Scotland.

A finales del período Medieval en Escocia hay evidencia de enjuiciamientos ocasionales de individuos por causar daños a través de la brujería, pero los juicios pudieron haber disminuido en la primera mitad del siglo XVI. A raíz del establecimiento inicial de la Reforma, el Parlamento aprobó la Witchcraft Act de 1563, similar a la aprobada en Inglaterra un año antes, lo que hizo que la brujería fuese un crimen capital. A pesar del hecho de que Escocia probablemente tenía aproximadamente una cuarta parte de la población de Inglaterra, Escocia pudo haber teniendo tres veces el número de procesos por brujería, alrededor de 6.000 durante todo el período. La visita de Jacobo VI a Dinamarca, un país familiarizado con la cacería de brujas, puedo haber alentado en él un interés en el estudio de los juicios contra brujas. Después de su regreso a Escocia, asistió a los juicios contra brujas de North Berwick, la primera persecución importante de brujas en Escocia bajo la ley de 1563. Varias personas, más notablemente Agnes Sampson, fueron declarados culpables de utilizar la brujería para enviar tormentas contra los barcos de Jacobo. Jacobo se obsesionó con las amenazas planteadas por las brujas e inspirado por su implicación personal, en 1597, escribió el Daemonologie, un texto que se oponía a la práctica de la brujería y que proporcionaba material de referencia de La Tragedia de Macbeth de Shakespeare. Jacobo es conocido por haber supervisado personalmente la tortura de mujeres acusadas de ser brujas. Después de 1599, su creiterio se volvió más escéptico.
En el siglo XVII, la persecución de la brujería fue asumido en gran parte por las sesiones de Kirk y a menudo se utilizaba para vincular las prácticas supersticiosas y católicas en la sociedad escocesa. La mayoría de los acusados eran mujeres, aproximadamente el 75 por ciento, con más de 1.500 ejecutados, y la cacería de brujas en Escocia ha sido visto como un medio para controlar a las mujeres. La cacería de brujas fue más intensa en el período de 1661-1662, el cual involucró a 664 "brujas" en cuatro condados. A partir de este punto los juicios comenzaron a disminuir a medida en que estos estaban más controlados por el poder judicial y el gobierno, la tortura se utilizó con más moderación y se incrementaron los estándares para las evidencias. También pudo haber habido más escepticismo y junto con la relativa paz y estabilidad de las tensiones económicas y sociales contribuyeron a que las acusaciones pudieran haber reducido. Hubo brotes ocasionales como en East Lothian en 1678 y en Paisley en 1697. Las últimas ejecuciones registradas fueron en 1706 y el último juicio en 1727. El parlamento británico anuló el Acta de 1563 en 1736.

### Pobreza y vagancia

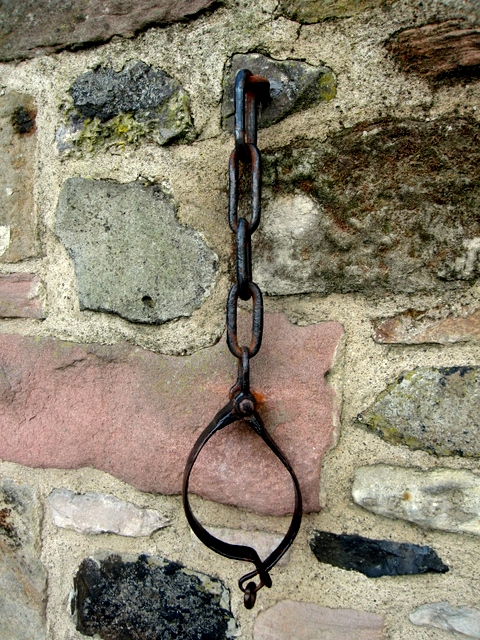
Grilletes en Duddingston, Parish Church, se usaron para los mendigos y otro delincuentes desde 1593.

El crecimiento demográfico y la perturbación económica de la segunda mitad del siglo XVI condujo a la vagancia a ser un problema cada vez mayor. El gobierno reaccionó con tres importantes legislaciones en 1574, 1579 y 1592. La iglesia se convirtió en un elemento importante del sistema de ayuda para los pobres, y a los jueces de paz se les dio la responsabilidad de tratar el tema. La ley de 1574 se modeló basada en la ley inglesa hecha dos años antes y se limitaba a la protección de pobres merecedores debido a la vejez, por enfermedades o discapacidad, imponiendo severos castigos a una larga lista de masterful beggars, incluyendo malabaristas, palmisters y tutores sin licencia. Parroquiales diáconos, elders u otros supervisores debían elaborar listas de los pobres merecedores y cada uno serían evaluados. Los pobres que no pertenecían a la parroquia eran enviados de vuelta a su lugar de nacimiento y podría ser puesto en el cepo o castigados de lo contrario, probablemente en realidad aumentó el nivel de vagancia. A diferencia de la ley inglesa, no hubo ningún intento para dar trabajo a las personas sanas que fueran pobres. En la práctica, las restricciones sobre la mendicidad eran a menudo ignoradas en tiempos de dificultad extrema.
Esta legislación proporcionó la base de lo que más tarde sería conocida como la Old Poor Law en Escocia, que se mantuvo hasta mediados del siglo XIX. La mayoría de legislaciones posteriores se construyeron sobre los principios de provisión para los pobres locales merecedores y castigo a los "sturdie beggars" movibles y no merecedores . El acta más importante fue la de 1649, que declaró que los herederos locales debían ser evaluados por sesión del Kirk para proporcionar recursos financieros para el alivio local, en lugar de depender de contribuciones voluntarias. El sistema fue en gran medida capaz de hacer frente al nivel general de pobreza y a crisis menores, ayudando a los ancianos y a los enfermos a sobrevivir y proporcionar soporte vital en períodos de crisis a un costo relativamente bajo, pero el sistema no fue apto para la crisis de subsistencia en la década de 1690.

## Gobierno

### La corona

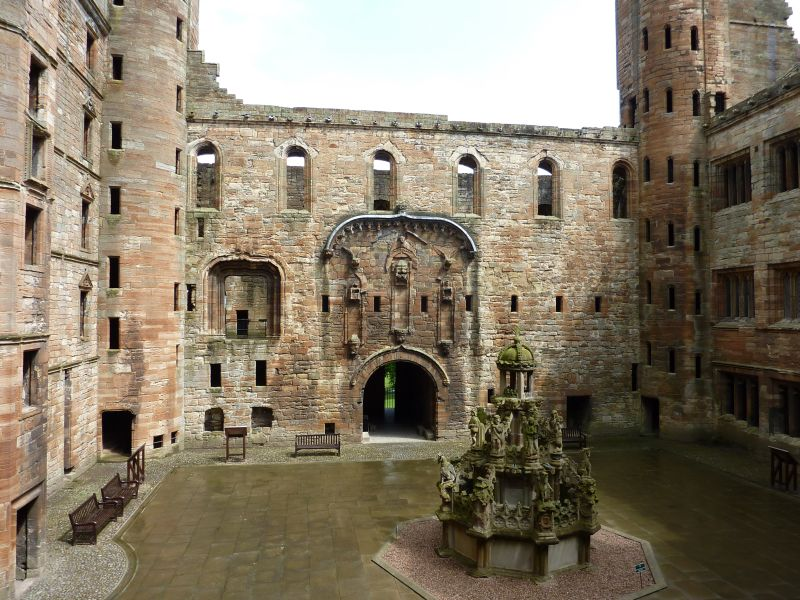
Linlithgow Palace reconstruida por Jacobo V, sugiere un patio Renacentista al raire libre.

Para la primera parte de la época, la autoridad de la corona estaba limitada por el gran número de minorías que se habían visto desde principios del siglo XV. Esto tendió a disminuir el nivel de los ingresos reales, ya que los regentes a menudo dividían la tierra y los ingresos. Los impuestos periódicos fueron adoptados desde 1581 y posteriormente estos aumentaron con frecuencia hasta que en 1612 una demanda de £240.000 dio lugar a una oposición seria. Un nuevo impuesto, introducido en 1621, sobre el importe anual de las rentas, el cual alcanzó el cinco por ciento de todos los intereses de los préstamos, fue dirigido principalmente a los comerciantes de los municipios escoceses; y aunque en general fue tomado a mal, siguió siendo recogido durante más de una década. Durante el reinado de Carlos I, el ingreso anual de todas las fuentes en Escocia era de al menos £16,000 esterlinas, las cuales eran inadecuadas para los costos normales de gobierno, con la corte en Londres siendo financiada con los ingresos ingleses. La suma de £10.000 al mes, a partir de la evaluación del condado, fue demandada por el régimen de Cromwell, Escocia no logró plenamente la meta, pero sí contribuyó con £35.000 de impuestos en un año. Aunque el Parlamento hizo una concesión formal de £40.000 al año para Carlos II, el aumento de los costos del gobierno civil y de la guerra hicieron que el dinero fuera insuficiente para apoyar al gobierno escocés. En virtud de Guillermo I y después de la Unión, la participación en guerras continentales y coloniales llevó a que los impuestos existentes fueran más pesados y a que hubiera nuevos impuestos, incluyendo los impuestos de los Poll y Hearth Taxes.
En el siglo XVI, el tribunal fue central para el mecenazgo y la difusión de obras e ideas del Renacimiento. La corte estaba vinculada a menudo con ideas de caballería, las cuales fueron desarrollándose en este período dentro de un culto ornamental y honorífico. Los torneos medievales proveían atención y eran seguidos con entusiasmo por Jacobo V, orgulloso de pertenecer a las órdenes internacionales de caballería. Durante su breve gobierno personal, María, reina de Escocia trajo muchas de las actividades de la corte real con las que había crecido en la corte francesa, como bolas, máscaras y celebraciones, diseñados para ilustrar el resurgimiento de la monarquía y para facilitar la unidad nacional. Bajo el mando de Jacobo VI, el tribunal volvió a ser un centro de cultura y aprendizaje y además cultivó la imagen de un rey filósofo.

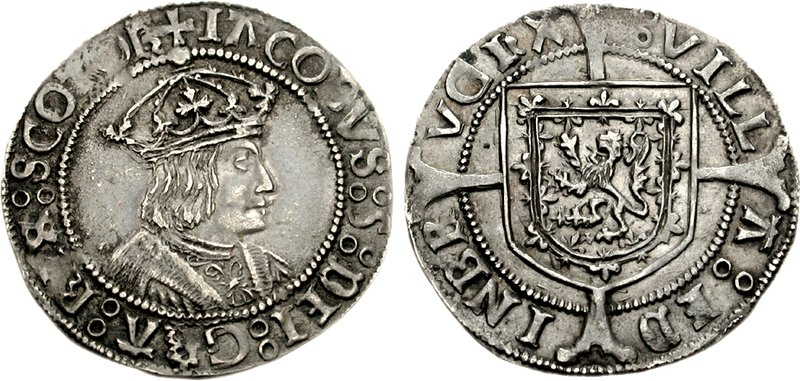
Groat de Jacobo V, mostrándose usando una corona imperial cerrada.

Jacobo V fue el primer monarca escocés en llevar la corona imperial cerrada, en lugar del círculo abierto de los reyes medievales, sugiriendo una pretensión de autoridad absoluta dentro del reino. Su diadema fue retrabajada para incluir arcos en 1532, los cuales fueron reañadidos cuando fueron reconstruidos los restos de la Corona Escocesa en 1540. La idea de monarquía imperial enfatizó en la dignidad de la corona y la incluyeron como una fuerza nacional unificadora, en defensa de las fronteras e intereses nacionales y era vista como un símbolo de supremacía real sobre la ley y como una iglesia nacional distintiva dentro de la comunión católica. La Nueva Monarquía también puede ser vista en la dependencia de la corona en "new men" más que en los grandes magnates, con el uso del clero como una forma de administración pública y del desarrollo de las fuerzas armadas y la marina. Las principales figuras intelectuales de la Reforma incluyen a George Buchanan, cuyas obras son   De Jure Regni apud Scotos (1579) y Rerum Scoticarum Historia (1582) fueron algunos de los principales textos que describen el caso de la resistencia a los tiranos. Buchanan fue uno de los tutores del joven Jacobo VI, pero no logró convencerlo intelectualmente de sus ideas acerca de la monarquía limitada. Jacobo afirmó el concepto de "derecho divino", en el cual un rey era nombrado por Dios y por lo tanto ganaba un grado de santidad. Estas ideas se transmitieron a Carlos I, cuya capacidad de transigir pudieron socavarlas, ayudándolo a resolver a sus dificultades políticas. Cuando fue ejecutado, los Covenanters se opusieron, pero evitaron el avance de la santidad de los reyes como una razón. En 1689, cuando los Scottish Estates tenían que encontrar una justificación para deponerse a Jacobo VII, usaron el argumento de Buchanan en la naturaleza contractual de la monarquía en el Claim of Right.

### Consejo privado
Hasta 1707, el Consejo Privado se reunía en lo que ahora es la West Drawing Room en el Palacio de Holyroodhouse, en Edimburgo. Durante este período el Consejo Privado era un organismo de tiempo completo y fundamental para el buen funcionamiento del gobierno. Su función principal no era solo judicial, sino que también actuó como un cuerpo de asesores para el rey, como consecuencia su función secundaria era como un ejecutivo en la ausencia de la monarquía. Después de la salida de Jacobo VI a Inglaterra en 1603, el Conseo funcionó como un ejecutivo subordinado llevando a cabo las instrucciones del Rey desde Londres. A pesar de que el número teórico de miembros del consejo era relativamente grande, unas treinta personas, la mayor parte de los asunto se llevaban a cabo por un grupo informal interno que consistía principalmente en los oficiales del estado. Después de la Restauración, Carlos II nombró sus propios consejeros privados y estableció un consejo en Londres a través del cual dirigió los asuntos desde Edimburgo, una situación que continuó después de la Revolución Gloriosa. El consejo fue abolido después del Acta de la Unión el 1 de mayo de 1708.

### Parlamento

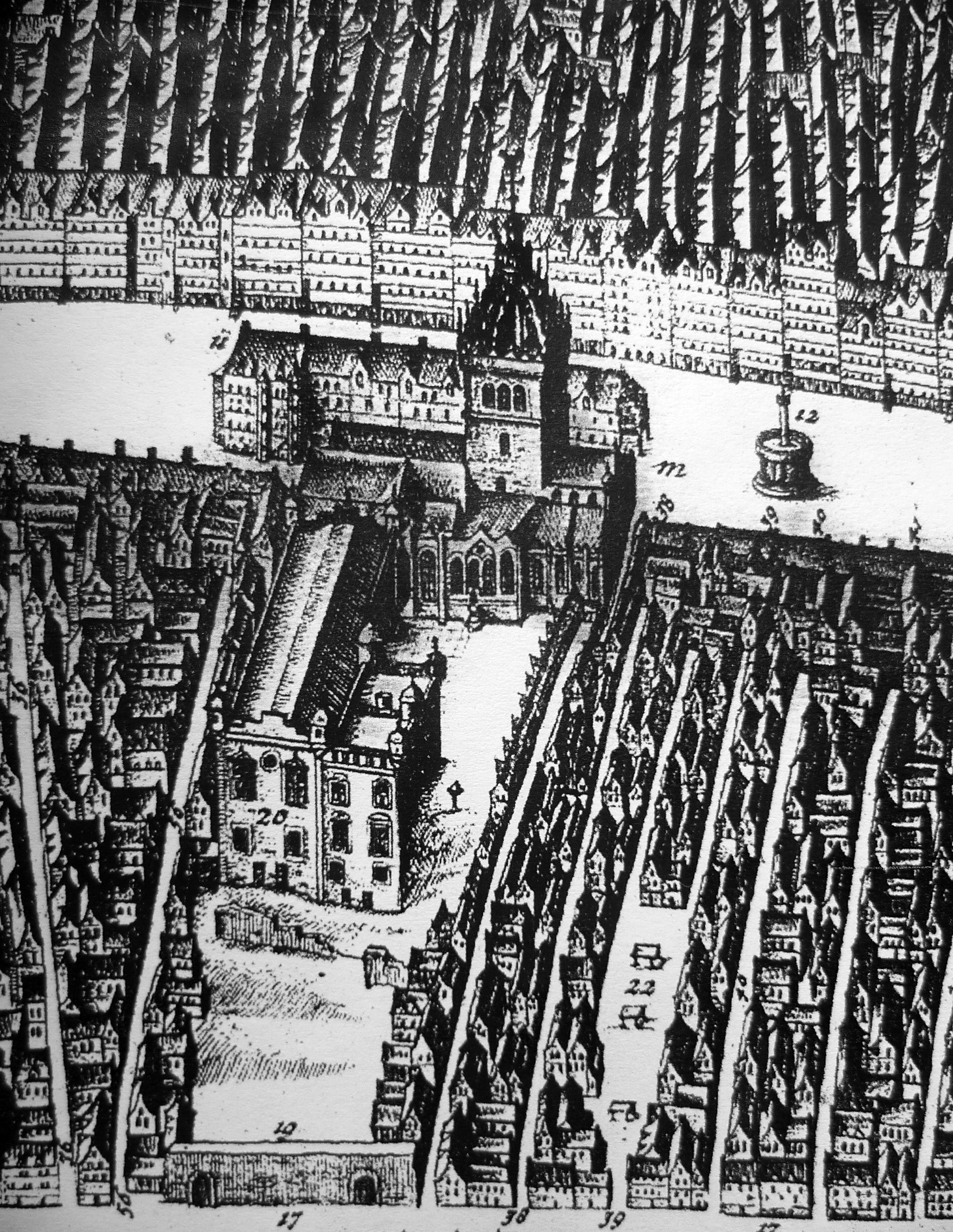
Parliament House, construido por Carlos I para albergar el Parlamento de Scotland, imagen de 1647.

En el siglo XVI, por lo general el parlamento se reunía en el Stirling Castle o el Old Tolbooth, en Edimburgo, el cual fue reconstruido por orden de María I de Escocia desde 1561. Carlos I ordenó la construcción del Parliament Hall, que fue construido entre 1633 y 1639 y se mantuvo como la casa del parlamento hasta que se disolvió en 1707. A finales de la Edad Media, el Parlamento había evolucionado a partir del Consejo de Obispos y Condes del rey en un 'colloquium' con un papel político y judicial. La asistencia de caballeros y propietarios libres había llegado a ser importante, y los comisionados de los burghs se unieron a ellos para formar los Tres Estados (Three Estates). El Parlamento adquirió poderes significativos sobre los impuestos, pero también tenía una fuerte influencia sobre la justicia, la política exterior, la guerra y otras leyes. Gran parte del labor legislativo del parlamento escocés se llevó a cabo por un comité parlamentario conocido como "Señores de los artículos", quienes redactaban legislaciones que luego eran presentadas a la asamblea para ser confirmadas. Al igual que muchas asambleas continentales el Parlamento escocés fue llamado con menos frecuencia a principios del siglo XVI y pudo haber sido prescindido por la corona si no hubiera sido por la serie de minorías y regencias que dominaron desde 1513.
El Parlamento desempeñó un papel importante en la crisis de la Reforma en la segunda mitad del siglo XVI. Había sido utilizado por Jacobo V para mantener la ortodoxia católica y afirmó su derecho para determinar la naturaleza de la religión en el país, sin tener en cuenta la autoridad real en 1560. El parlamento de 1560 incluía 100 miembros, predominantemente protestante, lairds, quienes reclamaba derecho a sentarse en el Parlamento bajo la provisión de la ley electoral de Shire de 1428, la cual falló. Su posición en el parlamento siguió siendo incierta y su presencia fluctuó hasta que la ley de 1428 fue restablecida en 1587 y se hicieron previsiones para la elección anual de dos comisarios de cada shire (excepto Kinross y Clackmannan, que cada quien tenían uno). Este excluía la creciente clase de feuars, quienes no ganarían estos derechos hasta 1661. El estado clerical fue marginado en el Parlamento debido a la Reforma, con los leymen que habían adquirido los monasterios y se sentían como 'abbots’ y ‘priors'. El Clero católico fue excluido después de 1567, pero un pequeño número de obispos protestantes continuaron como el estado clerico. Jacobo VI trató de reactivar el papel de los obispos alrededor de 1600. Ellos fueron abolidos por los pactantes en 1638, cuando el Parlamento se convirtió en un conjunto totalmente laico. Un grupo grupo apareció en el Parlamento de la minoría de Jacobo IV en la década de 1560, con los miembros del Consejo Privado representando los intereses del rey, hasta que fueron excluidos en 1641. Jacobo VI siguió administrando el parlamento, aunque los señores de los artículos, llenaron al Parlamento de oficiales reales como miembros no electos, pero Jacobo se vio obligado a limitar estos a ocho de 1617.

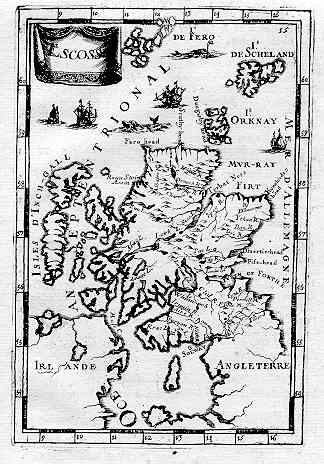
Mapa de Esocia en el siglo XVII.

Después de haber sido suspendido oficialmente a finales del régimen de Cromwell, el parlamento volvió después de la Restauración de Carlos II en 1661. Este parlamento, más adelante conocido despectivamente como el "Parlamento borracho", revocó la mayor parte de los beneficios de los presbiterianos que habían tenido durante de los últimos treinta años. Posteriormente la ausencia de Carlos de Escocia y el uso de los comisionados para gobernar su reino del norte socavó la autoridad del cuerpo. El parlamento de Jacobo lo apoyó contra rivales e intentos de revueltas, pero después de su exilio en 1689, el primer parlamento de Guillermo estaba dominado por sus partidarios y, en contraste con la situación en Inglaterra, Jacobo depuesto bajo el Claim of Right, el cual le dio la corona a Guillermo y María, poniendo limitaciones importantes sobre el poder real, incluyendo la abolición de los Señores de los Artículos. El nuevo parlamento Guillermita desaparecería posteriormente el Acta de Unión en 1707.

### Gobierno local
A partir del siglo XVI, el gobierno central se involucró cada vez más en los asuntos locales. La fued (enemistad hereditaria) era limitada y regulada, los impuestos locales se hicieron mucho más intrusivos y desde 1607 regulares, comisiones locales de Jueces de la Paz basados en el modelo inglés se establecieron para hacer frente a delitos menores e infracciones. Un mayor control se ejerció sobre los transgresores de Fronteras a través de una comisión conjunta con los ingleses, establecida en 1587. Jacobo VI fue mucho más hostil a la cultura y al particularismo de las Tierras Altas que sus predecesores. Él envió colonos de Fife a partes de la región y obligó a los jefes de la montaña para aceptar el lenguaje y cultura de las Tierras Bajas a través de las Statues of Iona de 1609. A partir del siglo XVII las funciones de los shires se ampliaron, desde funciones judiciales a administraciones locales. En 1667, los Comisionados de Suministro (Commissioners of Supply) fueron designados en cada sheriffdom o shire para recoger el impuesto parafiscal de las tierras. La parroquia también se convirtió en una importante unidad de gobierno local, dirigido por jueces a principios del siglo XVIII, esta se hacía responsable del cuidado de los indigentes en períodos de hambre, al igual que en 1740, para evitar que estos salieran a las carreteras y causaran desorden general. El comportamiento pudo ser regulado través de sesiones Kirk, compuesto por ancianos de la iglesia local, las cuales sustituyeron las cortes de la iglesia de la Edad Media, que lidiaban con la conducta moral y religiosa. Las Cortes Baroniales (Court Baron) locales siguieron siendo importantes en la regulación de los delitos interpersonales y de propiedad de menor importancia. Se llevaban a cabo por petición del barón local cuando había una acumulación de casos y podría nombrar a un birleymen, por lo general eran los arrendatarios de alto nivel, que resolverían los conflictos y problemas. La combinación de sesiones de Kirk y Court Barons dio poder considerable a los lairds locales para controlar el comportamiento de la población de sus comunidades.

### Ley

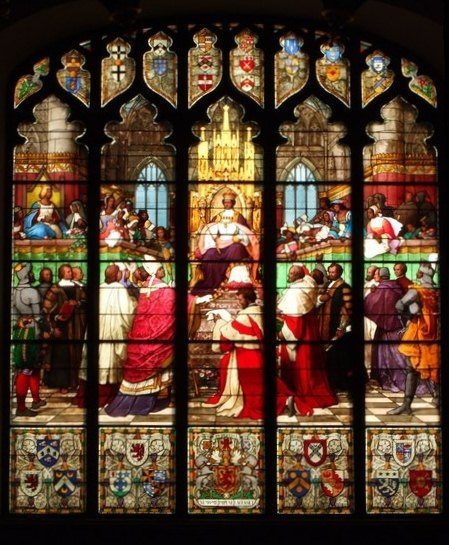
Institution of the Court of Session de Jacobo V en 1532, desde la Great Window en el Parliament House, en Edimburgo.

A finales de la Edad Media, la justicia en Escocia era una mezcla entre la Real y local, que a menudo era poco sistemática con la superposición de jurisdicciones, llevada a cabo por abogados de oficina, laymens, aficionados y líderes local. Bajo el mando de Jacobo IV se racionalizaron las funciones legales del consejo, con una Court of Session diaria en Edimburgo para hacer frente a los casos civiles. En 1514 se creó la Oficina de Justicia-General por el conde de Argyll (y estuvo en manos de su familia hasta 1628). El estudio de la ley fue muy popular en Escocia a partir de la Edad Media y muchos estudiantes viajaron a Europa para estudiar derecho canónico y el derecho civil. En 1532 el Real Colegio de Justicia fue fundado, lo que llevó a la formación y profesionalización de un grupo emergente de abogados. La Court of Session puso mayor énfasis en su independencia de las influencias, incluyendo la del Rey, y su jurisdicción superior sobre la justicia local. Sus jueces fueron cada vez más capaces de controlar el acceso a sus propias filas. En 1605, la profesionalización del tribunal llevó a que tuviera como requisitos de entrada el latín, el derecho y un título de propiedad de £2.000, diseñado para limitar el peligro del soborno, ayudando a crear una casta exclusiva, rica, poderosa y profesional, que también ahora dominaba puestos en el gobierno de la manera en que el clero lo había hecho en la edad media. En 1672 el Alto Tribunal de Justicia se fundó del Colegio de Justicia como tribunal supremo de apelación. El Act of Union de 1707 perseveró en gran medida para distinguir al sistema legal escocés y sus cortes de la jurisdicción inglesa.

## Guerra
En esta época, los ejércitos escoceses fueron armados sobre las bases del servicio común, las obligaciones feudales y los contratos de dinero de bonds of manrent. En 1513 estos sistemas tuvieron éxito en la producción de un ejército grande y formidable, pero hay evidencia de que a mediados del siglo XVI, las autoridades estaban experimentando crecientes dificultades en el reclutamiento. Los individuos esperaban que se les proporcionara su propio equipo. La armadura pesada fue abandonada después de la campaña Flodden y los nobles eran indistinguibles de la mayoría de las tropas. Los Lords de las Tierras Altas tendieron a seguir utilizando la cota de malla más ligera, mientras que los soldados ordinarios de las Tierras Altas vestían tela escocesa (plaid). Las armas incluían diversas formas de achas y armas de palo. Las tropas de las Tierras Altas llevaban arcos y espadas a dos manos  (claidheamh mór). La corona tomó un papel creciente en el suministro de equipo. El pico empezó a ser reemplazado por la lanza o hacha y el arco empezó a ser sustituido por armas de pólvora. La caballería pesada feudal había comenzado a desaparecer de los ejércitos escoceses, mientras los escoceses de campo tenían un número relativamente grande de caballos ligeros, a menudo extraídos de las fronteras. Jacobo IV trajo expertos de Francia, Alemania y Países Bajos, para establecer una fundidora de armas en 1511. El armamento de pólvora alteró fundamentalmente la naturaleza arquitectónica de los castillos desde mediados del siglo XV. En el período de la intervención francesa en la década de 1540 y los años de 1550, Escocia tuvo una frontera defendida por una serie de fortalezas y por adiciones a los castillos existentes.

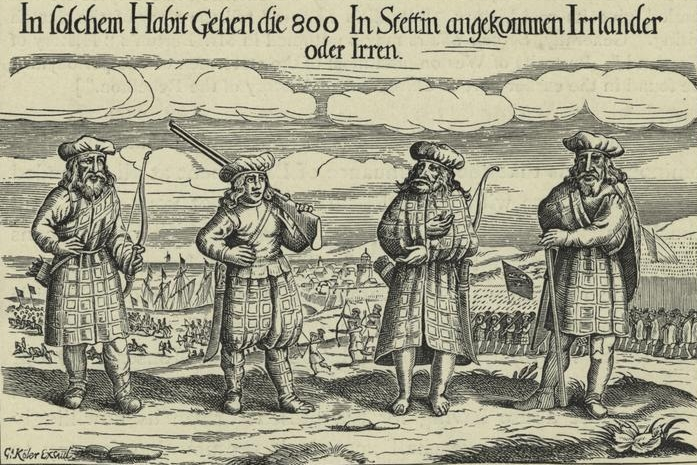
La primera imagen de soldados esoceses usando tartán, de un grabado de madera c. 1631

Hubo varios intentos de crear fuerzas navales reales en el siglo XV. Jacobo IV tuvo la iniciativa, fundando un puerto en Newhaven y un astillero en las Airth. Adquirió un total de 38 barcos incluyendo el Great Michael, en ese momento, el barco más grande Europa. Los barcos escoceses tuvieron cierto éxito contra los corsarios, acompañaban al rey en sus expediciones a las Islas e intervinieron en los conflictos de Escandinavia y el Báltico, pero fueron vendidos después de la campaña de Flodden. A partir de 1516 las fuerzas navales escocesas se basaban en corsarios y contrataciones de buques mercantes. Jacobo V no compartió el interés de su padre en el desarrollo de una fuerza naval y la construcción naval cayó detrás de la de los Países Bajos. A pesar de las treguas entre Inglaterra y Escocia hubo brotes periódicos de una guerre de course. Jacobo V construyó un nuevo puerto en Burntisland en 1542. El principal uso del poder naval en su reinado se basó en una serie de expediciones a las Islas y Francia. Después de la Unión de las Coronas en 1603 el conflicto entre Escocia e Inglaterra terminó, pero Escocia se vio implicada en la política exterior de Inglaterra, lo cual llevó a que los barcos escoceses fueran utilizados en ataques. En 1626 un escuadrón de tres naves fue comprado y equipado. También hubo varias patentes de corso por parte de los corsarios. En 1627, la Royal Scots Navy, acompañado con un contingente de corsarios Burgh, participó en la gran expedición a Vizcaya. Los escoceses también regresaron a las Indias Occidentales y en 1629 participaron en la captura de Quebec.
A principios del siglo XVII, un grupo relativamente grande de escoceses entraron a servir en ejércitos extranjeros que participaban en la Guerra de los Treinta Años. Cuando el conflicto armado con Carlos I en la Guerras de los Obispos parecía inminente, cientos de mercenarios escoceses volvieron a casa del servicio exterior, incluyendo a líderes experimentados como Alexander y David Leslie, que jugaron un papel importante en el entrenamiento de reclutas. Estos sistemas serían la base de los ejércitos Covenanter que intervinieron en las guerras civiles de Inglaterra e Irlanda. La infantería escocesa estaba generalmente armada, como era casi universal en Europa occidental, con una combinación de Pike and Shot. El ejército escocés también pudo haber tenido individuos con una variedad de armas, incluyendo arcos, hachas de Lochaber y alabardas. La mayoría de las caballerías estaban probablemente equipadas con pistolas y espadas, aunque hay algunas pruebas de que en estas se incluían a lanceros. Los Ejércitos Reales, como el dirigido por James Graham, marqués de Montrose (1643-1644), en la de Glencairn’s Rising (1653-1654) se componían principalmente de una infantería con armamento convencional Pike and Shot. Sin embargo, las fuerzas de Montrose tenían escasez de artillería pesada adecuada para la guerra de sitio y tenían solo una pequeña fuerza de caballería. Durante la Guerra de los Obispos el Rey trató de bloquear a Escocia y planeó ataques anfibios desde Inglaterra a la Costa Este y desde Irlanda al Occidente. Los corsarios escoceses tomaron una serie de recompensas inglesas. Después de que los Covenanters se aliaran con el Parlamento Inglés establecieron dos escuadrones de patrullaje en las costas del Atlántico y del Mar del Norte, conocidos colectivamente como "Scotch Guard". La marina escocesa no fue capaz resistirse a la flota inglesa que acompañaba al ejército dirigido por Cromwell, quien conquistó Escocia en 1649-1651, y los barcos escoceses y la tripulación fueron divididos entre las flotas de la Mancomunidad. Durante la ocupación inglesa en Escocia bajo la Mancomunidad, varias fortalezas en el estilo de la traza Italiana fueron construidas, como en Ayr, Inverness y Leith.

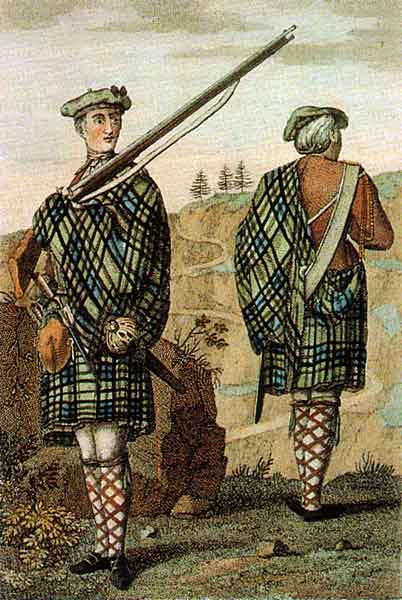
Un soldado raso y un cabo de un regimiento Highland, c. 1744

En la Restauración, el Consejo Privado estableció una fuerza de varios regimientos de infantería y hubo intentos de fundar una milicia nacional basada en el modelo inglés. El ejército permanente fue empleado principalmente en la supresión de rebeliones Covenanter y de guerrillas emprendidas por los Cameronians en el Este. El pikemen perdió importancia a finales del siglo XVII y después de la introducción de la bayoneta desapareció por completo, mientras que los mosquetes de mecha se sustituyeron por flintlocks más confiables. En la víspera de la Revolución Gloriosa el ejército permanente de Escocia tenía unos 3.000 hombres en varios regimientos y otros 268 veteranos en las principales ciudades de guarnición. Después de la Revolución Gloriosa los escoceses fueron llevados a guerras continentales del rey Guillermo II, empezando con la guerra de los Nueve años en Flandes (1689-1697). Los marineros escoceses recibieron protección contra la leva arbitraria de los ejércitos ingleses, pero durante la segunda mitad del siglo XVII una cuota fija fue cobrada a los burghs costeros para los reclutas de la Royal Navy. Las patrullas de la Marina Real se encontraban en aguas de Escocia, incluso en tiempos de paz. En la Segunda (1665-1667) y la Tercera Guerra Anglo-Neerlandesas (1672-1674) entre 80 y 120 capitanes, tomaron patentes de corso escocesas, haciendo que los corsarios jugaran un papel importante en el conflicto naval. En la década de 1690 una pequeña flota de cinco naves fue establecida por los comerciantes para el Darien Scheme, y una armada profesional fue establecida para la protección del comercio en las aguas locales durante la Guerra de los Nueve años con tres buques de guerra que fueron comprados a los astilleros ingleses en 1696. Después del Acta de la Unión en 1707, estos buques fueron transferidos a la Royal Navy. Durante el Acta de la Unión, el Reino de Escocia tenía un ejército permanente de siete unidades de infantería, dos de caballo y una tropa de horse guards, además de diversos niveles de artillería en los castillos de guarnición en Edimburgo, Dumbarton y Stirling. Como parte del ejército británico, los regimientos escoceses formaron parte de la Guerra de Sucesión Española (1702-1713), la Guerra de la Cuádruple Alianza (1718-1720), las guerras con España (1727-1729) y (1738-1748) y la Guerra de Sucesión española (1740-1748). El primer regimiento oficial en las Tierras Altas que surgió para el ejército británico fue el  Black Watch en 1740, pero el crecimiento de los regimientos en las Tierras Altras se retrasó por la Rebelión Jacobita de 1745. La mayor parte de los ejércitos jacobitas se componían de highlanders, sirviendo a regimientos de los clanes. Los señores de los clanes formaban las primeras filas de la unidad y estaban mejor armados que sus inquilinos pobres, quienes constituían la mayor parte del regimiento. Debido a que servían en las primeras filas, los señores sufrieron más bajas que los miembros de un clan común. Los Jacobitas iniciaron las campañas mal armados, pero las armas tendieron a ser más convencionales, a medida que las campañas progresaban.

## Cultura

### Educación

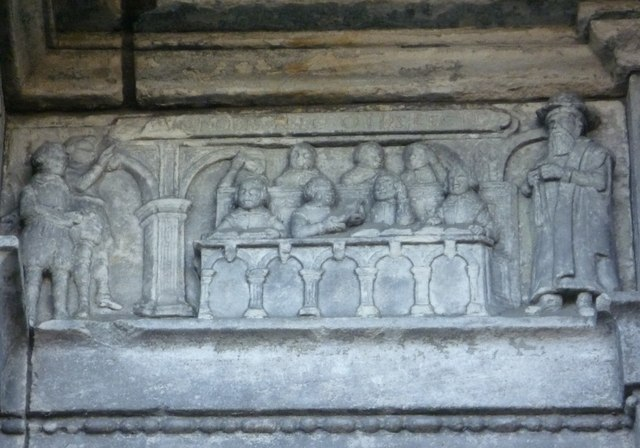
Tallado de un aula del siglo XVII con un dómine y estudiantes de la George Heriot's School, en Edimburgo

Los Reformadores Protestantes compartían la preocupación humanista de la ampliación de la educación, con el deseo de un pueblo devoto, sustituyendo el objetivo de tener ciudadanos educados. En 1560 el Primer Libro de Disciplina (First Book of Discipline) estableció un plan para tener una escuela en cada parroquia, pero esto resultó económicamente imposible. En los burghs Scots las antiguas escuelas se mantuvieron, con las escuelas de canto y una serie de nuevas fundaciones convirtiéndose en escuelas de gramática o escuelas parroquiales ordinarias. Las escuelas fueron apoyadas por una combinación de fondos Kirk, de contribuciones de los herederos o de los consejos locales y de padres de burghs Scots que podían pagar. Estas eran inspeccionadas por las sesiones de Kirk, que analizaban la calidad de la enseñanza y la pureza doctrinal. También hubo un gran número de escuelas no reguladas, llamadas "adventure schools", que a veces cumplían las necesidades locales y tomaban a los alumnos fuera de las escuelas oficiales. Fuera de las escuelas Burgh, los maestros combinaban a menudo su posición con otro empleo, en particular en puestos de menor importancia dentro de la iglesia, como secretarios. En su mejor momento, el plan de estudios incluía el catecismo, latín, francés, literatura clásica y  deportes.
En 1616, un Acta del Consejo Privado ordenó a todas las parroquias establecer una escuela "donde los recursos básicos deberían tenerse", y cuando el Parlamento de Escocia ratificó esto con el Acta de Educación de 1633, se introdujo un impuesto sobre los propietarios locales para proporcionar las dotaciones necesarias. Una brecha que permitía la evasión de este impuesto se cerró en el Acta de Educación de 1646, que estableció una base institucional sólida para las escuelas en principios Covenanter. A pesar de que la Restauración llevó a una reversión a la posición del Acta de 1633, en 1696 una nueva legislación restauró las disposiciones del Acta de 1646, junto con los medios de aplicación "más adecuados para la edad". No fue hasta finales del siglo XVII que se produjo una red prácticamente completa de escuelas parroquiales en las Tierras Bajas, y en las Tierras Altas la educación básica todavía era deficiente en muchas áreas antes de la aprobación del Acta de Educación de 1696, que sería la base de administración del sistema hasta 1873. En las comunidades rurales esta Acta obligó a los herederos locales a proporcionar una lugar para servir como escuela y a pagar el salario de un maestro de escuela, mientras que los ministros y presbiterios locales supervisaban la calidad de la educación. En muchas ciudades de Escocia, escuelas Burgh fueron operadas por los consejos locales. En las Tierras Altas, debido a problemas de distancia y aislamiento físico, la mayoría de la gente hablaba gaélico, que pocos maestros y ministros podían entender. Aquí las escuelas parroquiales del Kirk se complementaban con la Society for Promoting Christian Knowledge, establecida en 1709. Su objetivo era enseñar el idioma inglés y acabar con el catolicismo asociado con el Jacobismo rebelde. Aunque las escuelas de la Sociedad Gaélica finalmente enseñaron la Biblia en gaélico, el efecto general fue la contribución a la erosión de la cultura highland.

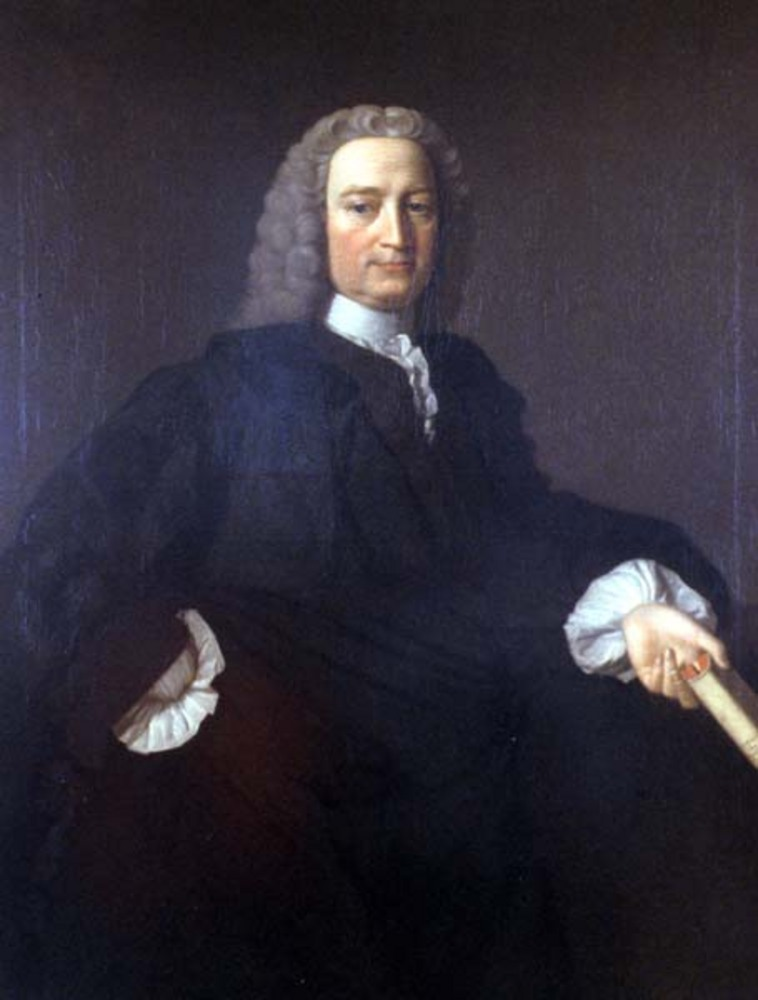
Francis Hutcheson (1694–1746), uno de los padres fundadores de la Ilustración escocesa.

Después de la Reforma, las universidades de Escocia fueron sometidos a una serie de reformas asociadas con Andrew Melville, quien regresó de Ginebra para convertirse en rector de la Universidad de Glasgow en 1574. Un distinguido lingüista, filósofo y poeta, que se había formado en París y estudió derecho en Poitiers, antes de trasladarse a Ginebra y desarrollar un interés en la teología protestante. Bajo la influencia del anti aristotélico Pierre Ramus, Melville puso énfasis en la lógica simplificada, en lenguas elevadas y en ciencias de la misma condición que la filosofía, permitiendo que ideas aceptadas en todas las áreas fueran cuestionadas. Introdujo nuevas profesores especializados, en sustitución del sistema "regenting", donde un tutor llevaba a los estudiantes a través del plan de estudios de las artes. La metafísica se abandonó y el griego se hizp obligatorio en el primer año, seguido por el arameo, siríaco y el hebreo, lanzando una nueva moda de idiomas antiguos y bíblicos. Glasgow, probablemente, había estado disminuyendo como universidad antes de su llegada, pero ahora los estudiantes comenzaban a llegar en gran número. Ayudó en la reconstrucción de la Universidad de Marischal, en Aberdeen, y por lo que había hecho en Glasgow, fue nombrado Director del Colegio de Santa María, en St. Andrews, en 1580. El resultado fue la revitalización de todas las universidades escocesas, que ahora ofrecían calidad educativa igual a la ofrecida en cualquier parte de Europa.
Después de las agitaciones religiosas y políticas del siglo XVII, las universidades se recuperaron con un plan de estudios basado en la lectura, que abrazaba a la economía y la ciencia, y ofrecía una educación liberal de alta calidad para los hijos de la nobleza y la alta burguesía. Esto ayudó a convertirse en uno de los principales centros de educación médico y puso a Escocia a la vanguardia del pensamiento ilustrado. Figuras clave de la Ilustración escocesa que había dejado su marca antes de mediados del siglo XVIII incluyen a Francis Hutcheson (1694–1746), quien era profesor de filosofía moral en Glasgow. Él fue un vínculo importante entre las ideas de Shaftesbury y la futura escuela de Scottish Common Sense Realism. Colin Maclaurin (1698–1746) fue catedrático de matemáticas a la edad de 19 en el Marischal College, Universidad de Aberdeen, y era el principal matemático británico de su época. Tal vez la figura intelectual más importante de esta época en Escocia fue David Hume (1711–76) cuyo Treatise on Human Nature (1738) y Essays, Moral and Political (1741) ayudaron a delinear los parámetros del empirismo filosófico y escepticismo. Y él sería fuertemente influyente en las figuras posteriores de la Ilustración, entre ellos Adam Smith, Immanuel Kant and Jeremy Bentham.

### Idioma

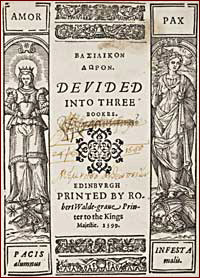
Basilikon Doron de Jacobo VI, fue traducido al inglés del escocés a su llegada al trono inglés, marcando el comienzo de un énfasis del inglés del sur como un Idioma.

Para el período moderno, el gaélico había estado en declive geográfico durante tres siglos y habían comenzado a ser una lengua de segunda clase y de uso limitado para las Highlands y las Islas. Poco a poco fue siendo sustituido por el Middle Scott, que se convirtió en el idioma de la nobleza y de la mayoría de población. Este se derivó sustancialmente del Inglés Antiguo, del gaélico y de influencias francesas. Se llamaba Inglyshe y era muy parecido a la lengua hablada en el norte de Inglaterra, pero en el siglo XVI se establecieron normas ortográficas y literarias, en gran medida independientes a las que se hicieron en Inglaterra. Desde mediados del siglo XVI, el escocés escrito fue cada vez más influenciados por el desarrollo del inglés estándar del sur de Inglaterra, debido a las interacciones reales y políticas con Inglaterra. Con la creciente influencia y disponibilidad de libros impresos en Inglaterra, la mayoría de la escritura en Escocia llegaba a ser hecha como la moda inglesa. A diferencia de muchos de sus predecesores, James VI despreciaba la cultura gaélica. Habiendo ensalzado las virtudes de las "Poesie" escocesa, después de su acceso al trono inglés, favoreció cada vez más la lengua del sur de Inglaterra. En 1611 la Kirk adoptó la Versión Bíblica Autorizada del Rey Jacobo. En 1617, los intérpretes no fueron más necesitados en los puertos de Londres porque los escoceses e ingleses eran "no tan diferentes, ahora se podían entender el uno al otro". Jenny Wormald, describe a Jacobo como el creador de un "sistema de tres niveles, con el gaélico en la parte inferior y en la parte superior el inglés".
Después de la Unión en 1707 y el cambio del poder político a Inglaterra, el uso del escocés fue desalentado por muchos en la autoridad y la educación, así como la noción de ser escocés. Muchos líderes Scots de la época, tales como David Hume, consideraban a los  británicos del norte mejores que los escoceses. Trataron de librarse de su escocés, en un intento de establecer al inglés estándar como lengua oficial de la recién formada Unión. Muchos Scots acomodados aprendieron inglés a través de las actividades de aquellos como Thomas Sheridan, que en 1761 dio a una serie de conferencias sobre la elocución Inglesa. Cobrando una guinea a la vez (alrededor de £100 en dinero actual), la coferencias fueron atendidas por más de 300 hombres, y haciendo a Sherinda un freeman de la ciudad de Edimburgo. Después de esto, algunos de los intelectuales de la ciudad formaron la Select Society for Promoting the Reading and Speaking of the English Language in Scotland. Sin embargo, los Scots mantuvieron la lengua vernácula de muchas comunidades rurales y del creciente número de la clase trabajadora urbana escocesa.

### Literatura

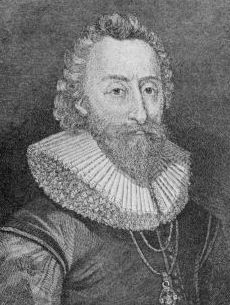
William Alexander, I Earl de Stirling

Como patrón de los poetas y autores Jacobo V apoyó a William Stewart y John Bellenden, quien tradujo la History of Scotland, compilada en 1527 por Hector Boece, en verso y prosa. Sir David Lindsay of the Mount el Lord Lyon, jefe de la Lyon Court y diplomático, fue un prolífico poeta. Produjo un interludio en el Palacio de Linlithgow pensado para ser una versión de su obra de teatro Thrie Estaitis en 1540. Jacobo también atrajo la atención de autores internacionales. Cuando se casó con María de Guisa, Giovanni Ferrerio, un académico italiano que había estado en Abbey Kinloss en Escocia, dedicó a la pareja una nueva edición de su obra, On the true significance of comets against the vanity of astrologers. Al igual que Enrique VIII, Jacobo empleó a muchos artesanos extranjeros y sabios para mejorar el prestigio del Renacimiento en su país.
En la década de 1580 y 1590 Jacobo VI promovió la literatura de su país de nacimiento. Su tratado, Some Rules and Cautions to be Observed and Eschewed in Scottish Prosody, fue publicado en 1584 cuando tenía 18 años, era a la vez un manual poético y una descripción de la tradición poética en su lengua materna, escocés, al cual él aplica principios del Renacimiento. También hizo una disposición legal para reformar y promover la enseñanza de la música, al ver a los dos en conexión. Se convirtió en patrono y miembro de un amplio círculo de poetas y músicos de la corte jacobina de Escocia, la Castalian Band, la cual incluía entre otros a William Fowler y Alexander Montgomerie, siendo esta último uno de los favoritas del rey. A finales de 1590, su defensa a la tradición escocesa nativa era hasta cierto punto difundida por la posibilidad de heredar el trono inglés, y algunos poetas cortesanos que siguieron al Rey a Londres después de 1603, como William Alexander, comenzaron a usar el inglés en su language escrito. El característico rol de Jacobo como participante activo literario y patrón en el tribunal escocés logró hacerlo una figura que definió la poesía y el drama del Renacimiento Inglés, que alcanzaría un pináculo de logros en su reinado, pero su patrocinio para el alto estilo en su tradición escocesa en gran medida se marginó.
Este fue el período en que la balada surgió como una forma escrita significativa en Escocia. Algunas baladas pueden remontarse a la Edad Media tardía, las cuales hacen frente a eventos y personas que se remonta hasta el siglo XIII, entre ellos "Sir Patrick Spens" y "Thomas the Rhymer", pero no se sabe si existieron hasta el siglo XVIII. Probablemente fueron compuestas y transmitidas oralmente y solo comenzaron a ser escritas e impresas como broadsides o como chapbook, después siendo grabadas y escritas en los libros por coleccionistas como Robert Burns y Walter Scott. Desde el siglo XVII fueron utilizadas como una forma literaria por autores como Robert Sempill (c. 1595-c. 1665), Lady Elizabeth Wardlaw (1627–1727) y Lady Grizel Baillie (1645–1746). Allan Ramsay (1686–1758) sentó las bases para despertar mayor interés por la vieja literatura escocesa, así como liderear la poesía pastoril, ayudando a desarrollar la Habbie Stanza como forma poética.

### Música

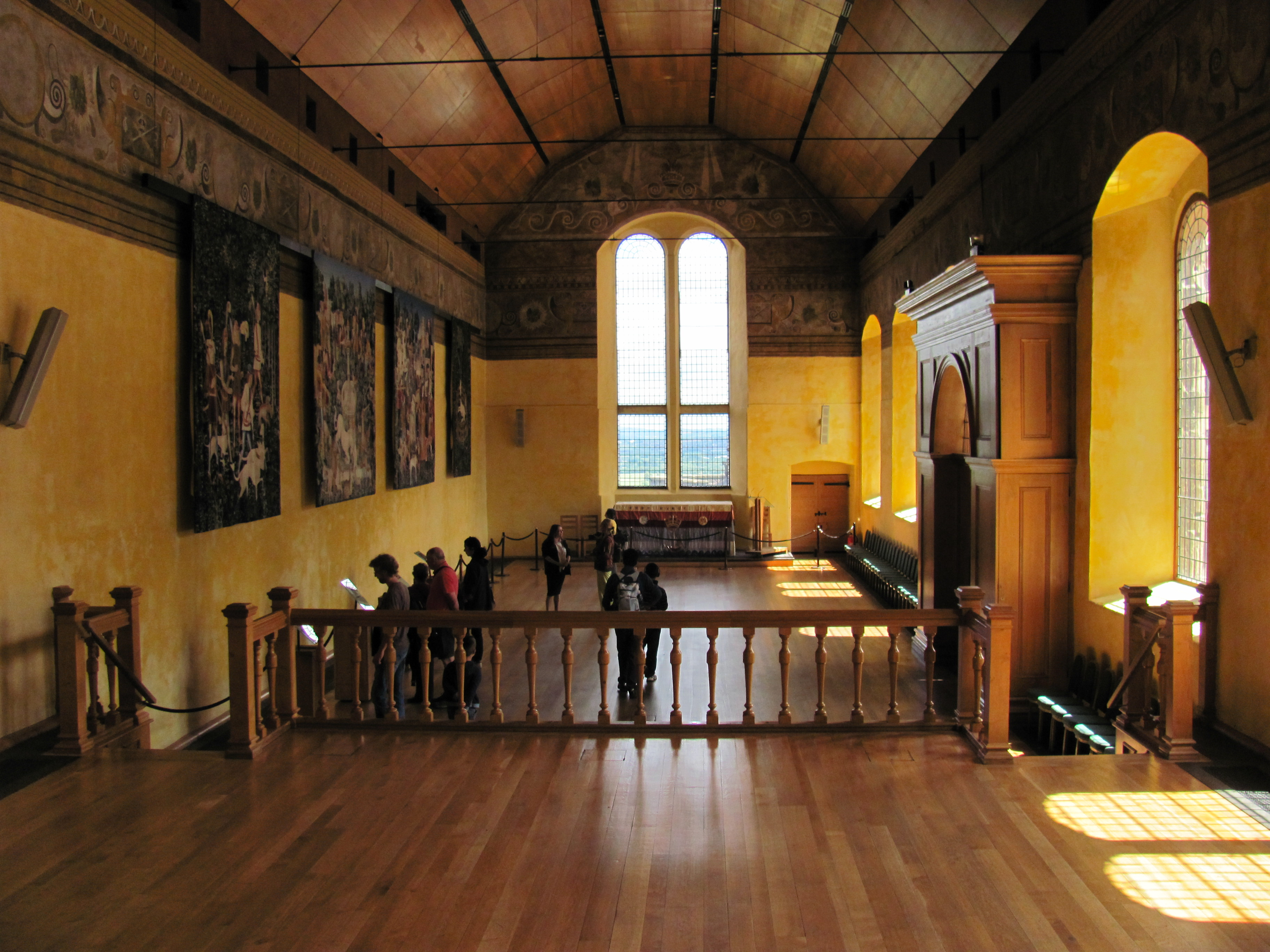
El interior de la Chapel Royal, en el Castillo de Stirling Castle, un lugar importante para la música litúrgica.

El compositor escocés más sobresaliente durante la primera mitad del siglo XVI fue Robert Carver (c. 1488-1558), un canónigo de la Abadía de Scone. Su música polifónica compleja solo podía haber sido realizada por un coro grande y altamente capacitado como el que se empleaba en la Capilla Real. Jacobo V fue también patrón de figuras como David Peebles (1510-1579), cuya obra más conocida "Si quis diligit me" (texto de Juan 14:23), es un motete a cuatro voces. Estos fueron solo dos de los muchos compositores consumados durante esta época, cuyos trabajos en gran medida solo han sobrevivido probablemente en fragmentos. En esta época Escocia siguió la tendencia del acompañamiento instrumental en las cortes renacentistas. Jacobo V, además de ser un patrocinador importante de la música sagrada, tocaba del laúd con talento e introdujo la chanson francesa y consortes de violas a su corte, aunque casi nada de esta música secular de cámara sobrevive.
La Reforma tuvo un impacto severo en la música de iglesia. Las escuelas de canto de las abadías, catedrales y colegiatas se cerraron, los coros se disolvieron, los libros de música y manuscritos fueron destruidos y los órganos fueron extraídos de las iglesias. El luteranismo que influyó en la temprana Reforma Escocesa intentó adaptar las tradiciones musicales católicas en el culto, haciendo referencias en himnos latinos y canciones vernáculas. El producto más importante de esta tradición en Escocia fue The Gude and Godlie Ballatis, que eran sátiras espirituales de baladas populares compuestas por los hermanos James, John y Robert Wedderburn. Nunca fueron adoptadas por la iglesia, que no obstante, siguieron siendo populares y fueron reimpresas desde la década de 1540 hasta la década de 1620. Más tarde, el calvinismo que llegó a dominar la reforma escocesa fue mucho más hostil a la tradición musical católica y la música popular, poniendo énfasis en lo bíblico, en lo que significaban los Salmos. El Scottish Psalter de 1564 fue comisionado por la Asamblea de la Iglesia. Se basó en el trabajo del músico francés Clément Marot, en las contribuciones de Calvino al salterio de Estrasburgo de 1529 y a escritores ingleses, sobre todo a la edición de 1561 del salterio producido por William Whittingham para la congregación inglesa en Ginebra. La intención era producir melodías individuales para cada salmo, pero de 150 salmos, solo 105 tuvieron melodías adecuadas en el siglo XVII. Melodías comunes, que podrían utilizarse para salmos con la misma métrcia, se hicieron más frecuentes. La necesidad de simplicidad para las congregaciones enteras que cantaban estos salmos, a diferencia de los coros entrenados que habían cantado muchas partes de cantos polifónicos, llevó a que la mayoría de las composiciones de la iglesia se limitaran a ajustes homofónicos. Hay pruebas de que la polifonía sobrevivió y fue incorporada a las ediciones del Salterio de 1625, pero por lo general la congregación cantaba la melodía, mientras que los cantantes más entrenados lo hacían como el contra-tenor, los agudos y las partes de bajo.

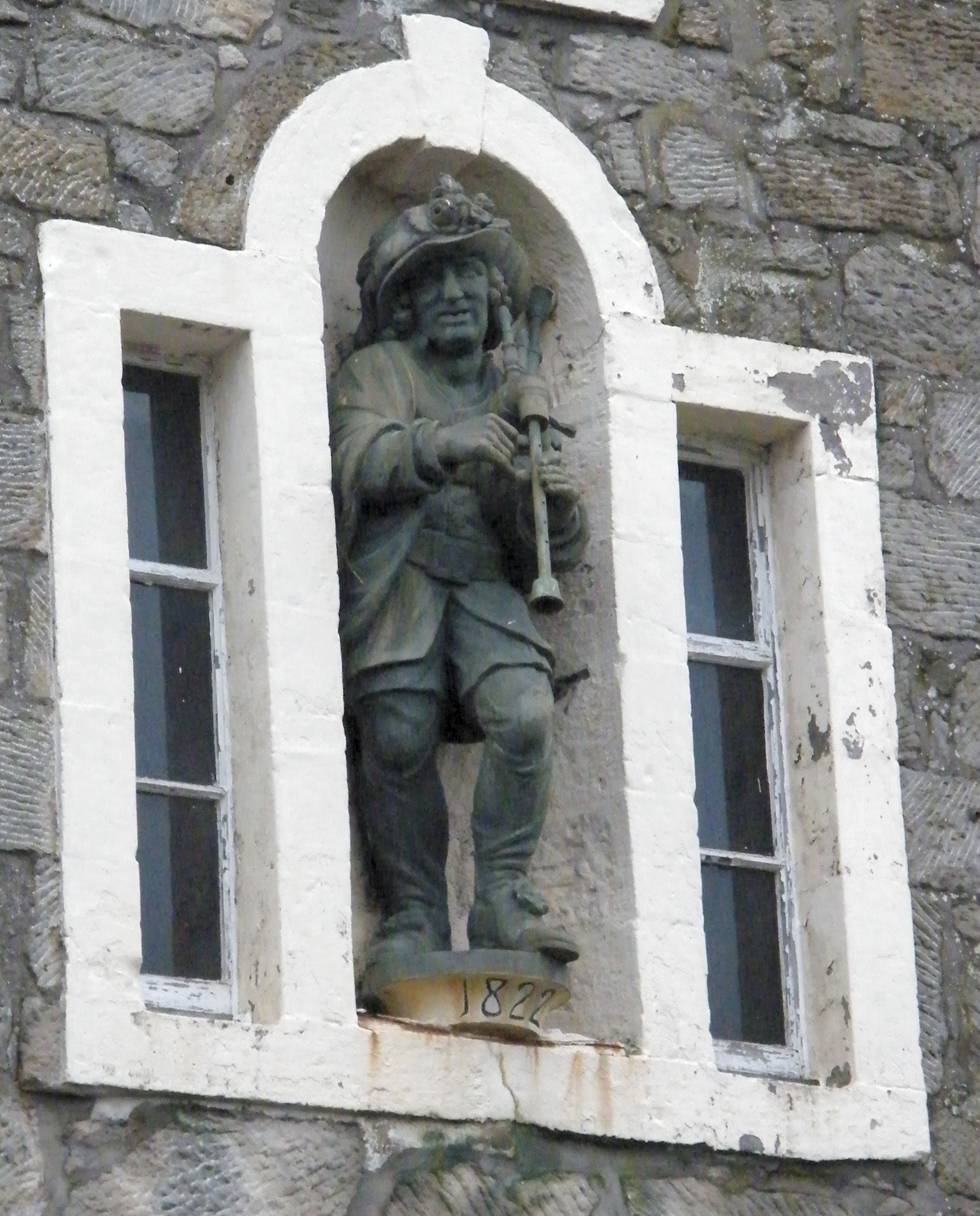
Estatua de Habbie Simpson en Kilbarchan

El regreso de María de Francia en 1561 para comenzar su reinado personal, y su posición como católica, dio una nueva oportunidad de vida para el coro de la Capilla Real escocesa, pero la destrucción de los órganos de las iglesias de Escocia significó que la instrumentación para acompañar la masa tuvo que ser sustituida por bandas de músicos con trompetas, tambores, pífanos, gaitas y tamboriles. Al igual que su padre, María tocaba el laúd, el virginal y (a diferencia de su padre) era una buena cantante. Llevó influencias musicales francesas con ella, empleando laudistas e intérpretes de viola en su hogar. Jacob VI fue un importante mecenas de las artes en general. Hizo disposiciones legales para reformar y promover la enseñanza de la música, intentando revivir las escuelas de cantos de los burghs desde 1579. Reconstruyó la Capilla Real en Stirling en 1594 y el coro se utilizó para ocasiones de estado como el bautismo de su hijo Enrique. Siguió la tradición de emplear laudistas para su entretenimiento privado, al igual que para otros miembros de su familia. Cuando se fue al sur para tomar el trono de Inglaterra en 1603 como Jacobo I, quitó una de las principales fuentes de patrocinio en Escocia. La Capilla Real de Escocia ahora se utilizaría solo para visitas de estado ocasionales, comenzando a caer en mal estado, y el tribunal de Westminster sería la única fuente importante de patrocinio real musical.
La tradición popular secular de música continuó, a pesar de los intentos de la Kirk, sobre todo en las Tierras Bajas, para suprimir el baile y eventos como bodas en las que se tocaban melodías. Un gran número de músicos siguieron tocando, incluyendo el violinista Pattie Birnie y el gaitero Habbie Simpson (1550-1620). En las Tierras Altas del siglo XVII se vio el desarrollo de familias gaiteras, incluyendo los MacCrimmonds, MacArthurs, MacGregor y los Mackay Gairlock. También hay evidencia de la adopción del violín en las Tierras Altas con Martin Martin, el cual se nota en A Description of the Western Isles of Scotland (1703). La opresión de la música secular y de bailes comenzó a reducirse entre aproximadamente 1715 y 1725, haciendo que el nivel de actividad musical se reflejara en publicaciones musicales en periódicos y compendios de música como el compendio de versos de Allan Ramsay The Tea Table Miscellany (1723) y el Orpheus Caledonius (1725) de William Thomson. El estilo italiano de música clásica fue probablemente el primero llevado a Escocia por el violonchelista y compositor italiano Lorenzo Bocchi, que viajó a Escocia en la década de 1720, introduciendo el violonchelo al país y después desarrollando composiciones para canciones Scots en las Tierras Bajas. Él posiblemente trabajó en la primera Scottish Opera, el pastoral The Gentle Shepherd, con libreto de Allan Ramsay.

### Arquitectura

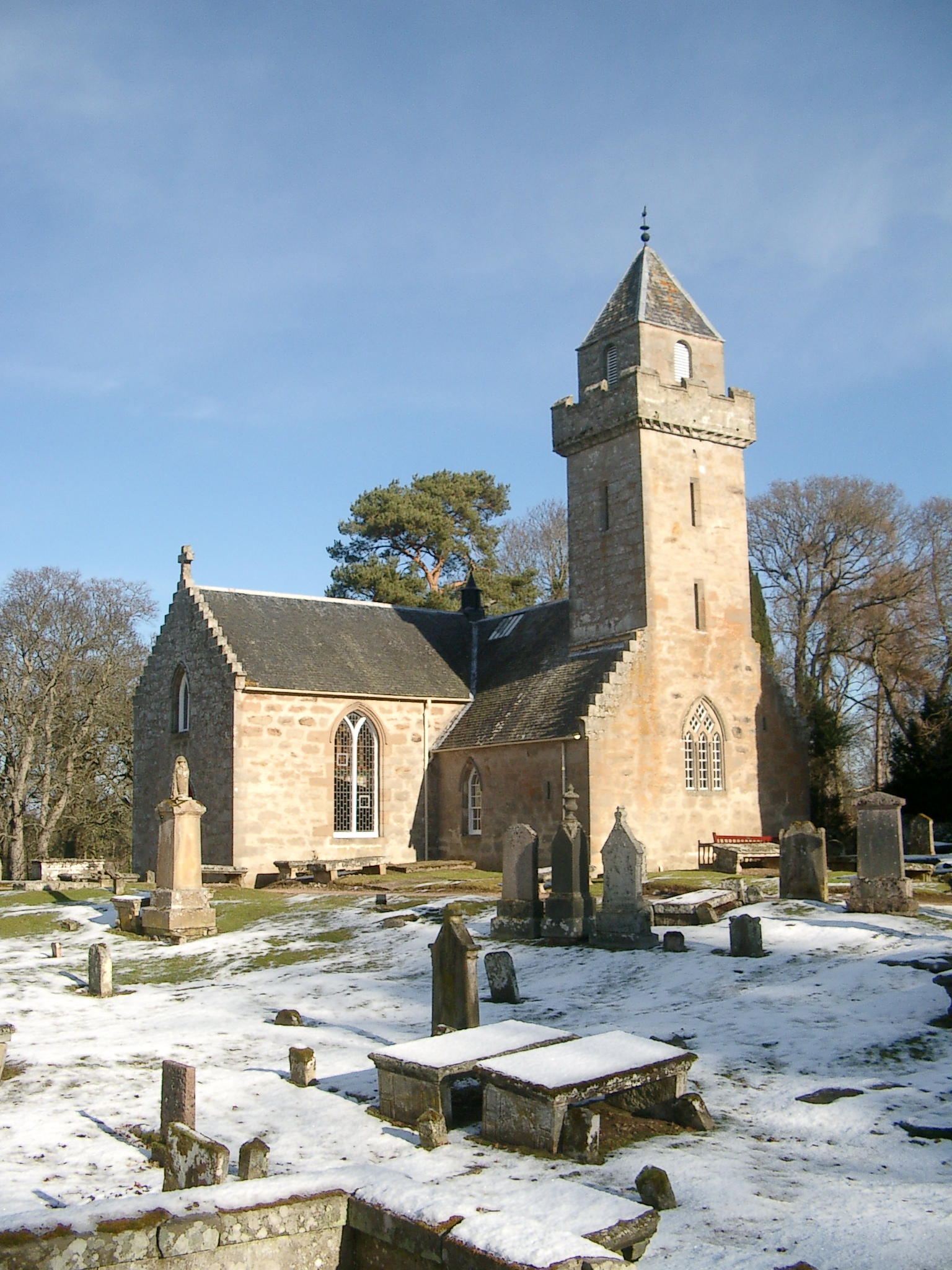
Iglesia Cawdor, construida en 1619.

James V se encontró con la versión francesa del edificio renacentista mientras visitaba para su matrimonio a Madeleine de Valois en 1536 y su segundo matrimonio con María de Guisa pudieron haber surgido conexiones e influencias a largo plazo. El trabajo de su reinado en gran medida tuvo en cuenta el estilo insular adoptado en Inglaterra por Enrique VIII, además Jacobo adoptó formas que eran europeas, iniciando con el amplio trabajo en Linlithgow, la primera residencia real escocesa que se describe como un palacio. Este fue seguido por las reconstrucciones de los Palacios de Holyrood y Falkland y los Castillo de Stirling y Edimburgo, descritos como "algunos de los mejores ejemplos de la arquitectura renacentista en Gran Bretaña". En lugar de copiar las formas continentales, la mayoría de la arquitectura escocesa combinó algunos elementos de estos estilos con patrones tradicionales de la zona, adaptándolos con estilos escoceses y materiales (en particular, la piedra y el harl). El trabajo emprendido por Jacobo VI demostró continuas influencias renacentistas, como en la Capilla Real de Stirling, la cual tiene una entrada clásica construida en 1594 y en el Norht Wing de Linlithgow, construido en 1618, que usa frontones clásicos. Temas similares pueden ser vistos en las casas privadas de los aristócratas, como el Mar's Wark, en Stirling (c. 1570) y el Crichton Castle, construido por el Earl de Bothwell en la década de 1580.
El estilo único de las grandes casas privadas en Escocia, más tarde conocido como Baronial Scots, ha sido localizado en origen hasta el período de la década de 1560. Este estilo mantiene muchas de las características de los altos castillos medievales amurallados y puede haber sido influenciado por los masons franceses que llegaron a Escocia para trabajar en los palacios reales. El estilo se basó en las tower houses y peel towers, que habían sido construidas por lords locales desde el siglo XIV, particularmente en las fronteras. Estas abandonaron los muros defensivos usados por un refugio fortificado, los cuales fueron diseñado para durar más a una incursión que a un asedio sostenido. Usualmente tiene tres pisos están generalmente coronados por un pretil, proyectándose sobre ménsulas y continuando con garitas circulares en cada esquina. Las nuevas casas conservan muchas de estas características externas, pero con una planta más grande, clásicamente en forma de Z de un bloque rectangular con torres, como en el Colliston Castle (1583) y el Claypotts Castle (1569–88). Fue particularmente influyente la obra de William Wallace, maestro masón del Rey desde 1617 hasta su muerte en 1631. Él trabajó en la reconstrucción del colapsado North Range de Linlithgow desde 1618, en la Winton House para George Seton, tercer Earl de Winton y comenzó a trabajar en el hospital de la Universidad Heriot, en Edimburgo. Adoptó un estilo distintivo que aplicaba elementos de la fortificación escocesa y de influencias flamencas a las plantas renacentistas como la utilizada en el Château d'Ancy-le-Franc. Este estilo se puede ver en las casas señoriaes construidas en el Castillo Caerlaverlock (1620), en el Moray House (1628) y en el Castillo de Drumlanrig (1675-1689), y fue muy influyente hasta que el estilo baronial dio paso a las formas inglesas más grandiosas relacionadas con Inigo Jones a finales del siglo XVI.

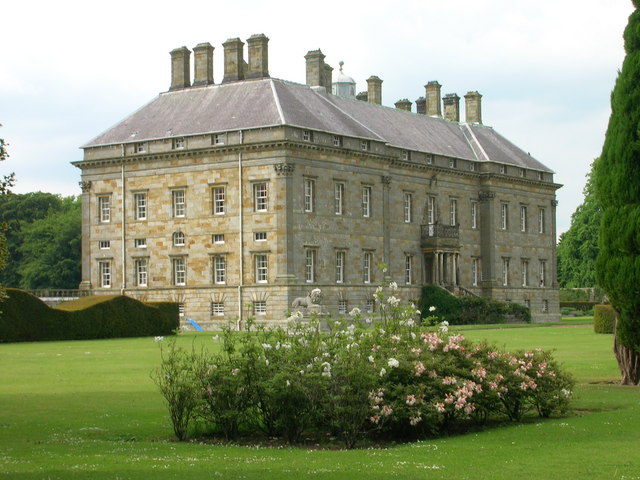
Kinross House, una de las primeras casas Palladista en Gran Bretaña.

Los calvinistas rechazaron la ornamentación en los lugares de culto, ya que no considereban necesarios edificios elaborados para el ritual, lo que resultó en la destrucción generalizada de mobiliarios de la iglesia medieval, adornos y decoraciones. Había una necesidad de adaptar y construir nuevas iglesias adecuadas para los servicios reformados, poniendo especialmente al púlpito y la predicación en el centro del culto. Muchos de los primeros edificios fueron rectángulares, un estilo que siguió siendo construido en el siglo XVII. Una variación de la iglesia rectangular que se desarrolló en Escocia después de la Reforma fue la iglesia con una planta en forma de T, utilizada a menudo para adaptar las iglesias existentes, permitiendo aumentar el número máximo de feligreses cerca del púlpito. En el siglo XVII se utilizó una planta en forma de T para iglesias como Cawdor (1619) y Fenwick (1643). En la mayoría de los casos uno de los brazos de la cruz estaban cerrado para el uso como nave lateral para un Laird, teniendo como significado que en efecto la iglesia tenía una planta en forma de T.
Durante la época de las guerras civiles y de la Mancomunidad, la construcción en Escocia se limitó en gran medida a la arquitectura militar. Después de la restauración, la construcción a gran escala comenzó de nuevo, a menudo incorporando ideas más amplias del clasicismo. Sir William Bruce ( 1630-1710), fue la figura clave en la introducción del estilo Palladio a Escocia, siguiendo los principios del arquitecto veneciano Andrea Palladio (1508-1580). William construyó y remodeló casas de campo, incluyendo el Thirlestane Castle y la Prestonfield House. Entre su obra más importante está su propia mansión Palladina, la Casa Kinross.   Como el Surveyor and Overseer of the Royal Works, él emprendió la reconstrucción del Palacio Real de Holyroodhouse en la década de 1670, dando al palacio su aspecto actual. James Smith trabajó como masón en la reconstrucción del Holyrood Palace. Con su suegro, el maestro masón Robert Mylne, Smith trabajó en el Caroline Park de Edimburgo (1685), y en el Castillo de Drumlanrig (1680's). Las casas de campo de Smith siguieron el patrón establecido por William Bruce, con techos a cuatro aguas (hipped) y los frentes de frontón, en un estilo Palladio sencillo pero atractivo. Después de que el Acta de la Unión prosperó, en Escocia crecientemente se condujo a una avalancha de construcciones nuevas, tanto públicas como privadas. William Adam (1689-1748), fue el principal arquitecto de su época en Escocia, diseñando y construyendo numerosas casas de campo y edificios públicos. Su individual y exuberante estilo se basó en el estilo Palladio, pero con detalles barrocos inspirados por Vanbrugh y la arquitectura Continental.

### Arte

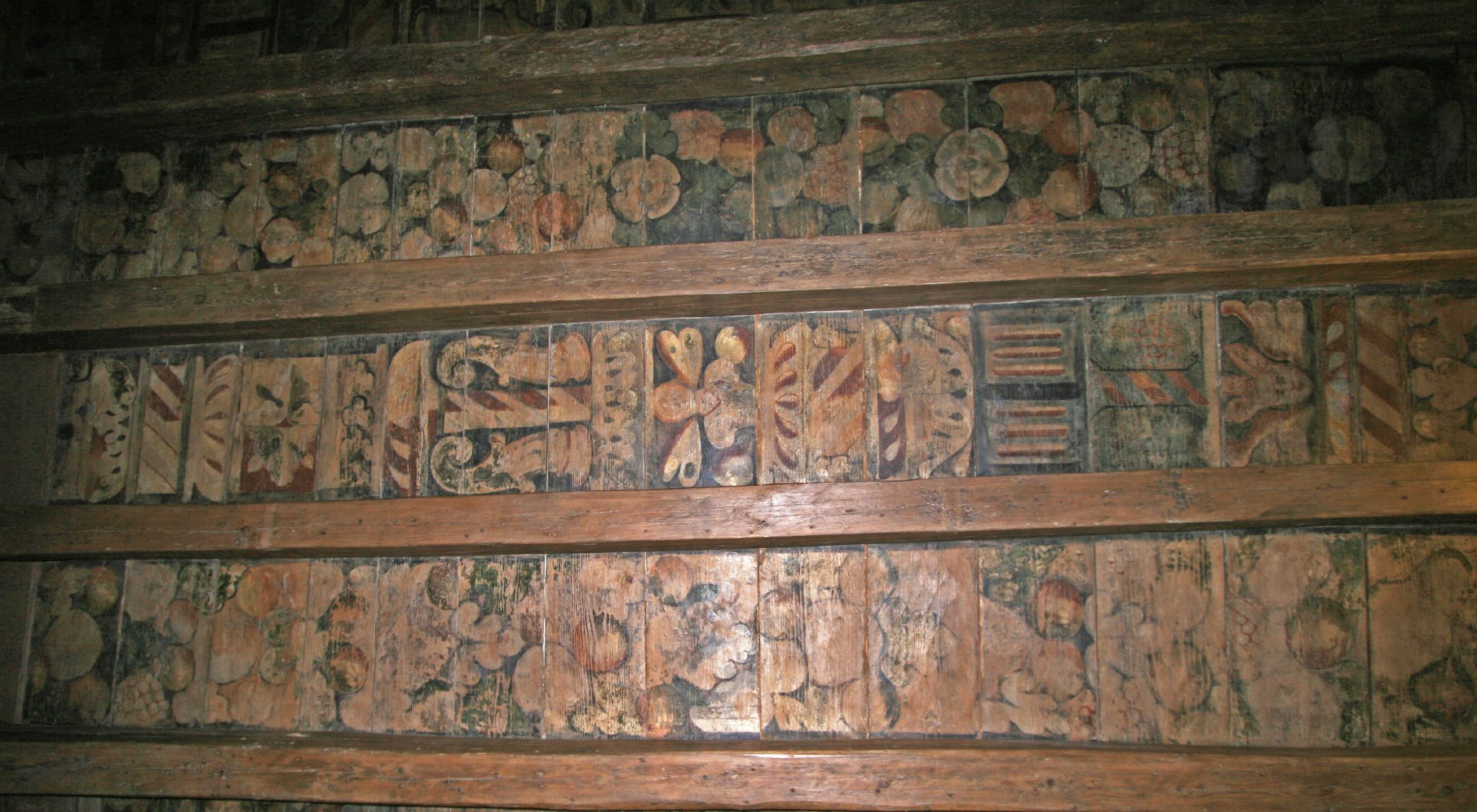
Tecgo pintado del siglo XVII en el Castillo de Aberdour, Fife.

Maderas talladas, pinturas de paredes y tapices sugieren la riqueza del arte real del siglo XVI. En el Castillo Stirling existen tallados de piedra en el palacio real desde el reinado de Jacobo V fueron tomados de patrones alemanes y además están los retratos tallados en roble de la King's Presence Chamber, conocidos como los Stirling Heads, algunos de los cuales incluyen figuras clásicas, contemporáneas y bíblicas. El arte eclesiástico de Escocia sufrió, como resultado de la Reforma iconoclasia, la pérdida total de vidrieras medievales, esculturas religiosas y pinturas. La pérdida paralela del mecenazgo eclesiástico creó una crisis para los artesanos y artistas nativos, quienes regresaron a clientes seculares. Un resultado de esto fue el florecimiento de la pintura escocesa Renacentista de techos y paredes, con un gran número de casas particulares de burgueses, lairds y lords siendo pintadas con patrones y escenas altamente detalladas, de las cuales más de cien ejemplos sobreviven. Estos incluyen el techo a Prestongrange, llevado a cabo en 1581 por Mark Kerr, Commendator de Newbattle y la extensa galería en la Pinkie House, pintada para Alexander Seaton, conde de Dunfermline en 1621. Estos se llevaron a cabo por artistas escoceses no identificados, quienes utilizaron libros de patrones continentales que a menudo condujeron a la incorporación del humanismo moral y simbolismo filosóficos, con elementos que evocan a la heraldía, la piedad, los mitos clásicos y a las alegorías. El tradicional retrato pictórico real en Escocia, probablemente, fue interrumpido por las minorías y las regencias sufridas durante gran parte del siglo XVI, pero comenzó a florecer después de la Reforma. Había retratos anónimos de individuos importantes, entre ellos el conde de Bothwell (1556) y George, Quinto Earl de Seaton (c. 1570). Jacobo VI empleaba dos artistas flamencos para sus retratos, Arnold Bronckorst a principios de la década de 1580 y Adrian Vanson entre 1584 y 1602, quienes nos han dejado un registro visual del rey y de las principales figuras de la corte. El primer artista nativo significativo fue George Jamesone de Aberdeen (1589 / 90-1644), quien se convirtió en uno de los retratistas más exitosos en la época de Carlos I, además entrenó al artista barroco John Michael Wright (1617-94). Muchos pintores de la primera parte del siglo XVIII permanecieron en gran parte como artesanos, como los miembros de la familia Norie, James (1684-1757) y sus hijos, quienes pintaron las casas de la nobleza con paisajes escoceses que eran pastiches de paisajes italianos y holandeses.